# Shire (cheval)
Pour les articles homonymes, voir Shire.
Vous lisez un « article de qualité » labellisé en 2025.
Le Shire (prononcé [ˈʃaɪə]) est une race de chevaux de trait britannique originaire du centre de l'Angleterre. De la même origine que le Clydesdale, il descend vraisemblablement de chevaux flamands et frisons importés sur l'île de Grande-Bretagne. Si des prémices de sélection remontent à la fin du XVIIIe siècle avec Robert Bakewell, le Shire devient véritablement une race distincte au cours du XIXe siècle, avec la création de la Shire Horse Society en 1884 et sa séparation officielle de son voisin écossais, le Clydesdale. C'est l'une des trois races de cheval massivement exportée vers l'Amérique du Nord pour les besoins de l'agriculture et des transports. Comme d'autres chevaux de trait, la motorisation le mène au bord de l'extinction, avant un renouveau à la fin du XXe siècle.
Très charpenté, le Shire détient le record du plus grand cheval au monde. Il est facilement reconnaissable avec sa robe généralement sombre, son profil de tête nettement busqué, ses fanons très abondants et ses grandes marques blanches aux quatre membres ainsi que sur la tête. Grâce à sa docilité et son bon caractère, il est surnommé « gentil géant ».
Désormais très peu utilisé pour le travail agricole, il est surtout médiatisé par des compagnies de brasseurs anglaises et australiennes, pour lesquelles il tire d'impressionnantes voitures. Exporté en Europe, aux États-Unis, au Canada et en Australie, son effectif est relativement faible, mais sa popularité permet de maintenir son élevage.

## Dénomination
Cette race de chevaux doit son nom aux comtés (shires, en anglais) du centre de l'Angleterre. En raison de l'influence de l'éleveur Robert Bakewell, elle a également reçu le nom de Bakewell Black. Avant 1884, le Shire est appelé English Cart Horse,. Il est lié à l'Old English Black, et souvent cité pour ses liens avec le Great Horse.
Il est surnommé gentle giant (en français : « gentil géant »),,.

## Histoire

### Origines
Il existe de multiples hypothèses concernant l'origine du Shire. Il est réputé être un descendant direct du « Great horse » (Grand cheval) médiéval,,,,, bien que cette filiation n'ait jamais été prouvée. Cette hypothèse a été popularisée par Sir Walter Gilbey, président de la Shire Horse Society, en 1889,. Elle est jugée peu crédible par l'autrice américaine Judith Dutson, qui souligne le peu de ressemblances entre le cheval de joute anglais et le Shire moderne ; Bonnie Lou Hendricks (Université de l'Oklahoma) et la Dr en histoire Margaret Derry la mettent également en doute.
Dutson estime plus probable que le Shire descende du cob anglais, comme celui utilisé dans les armées du roi Henri II. Pour Jasper Nissen, il est possible que l'ancêtre du Shire soit proche des actuels Fell et Dales.
Il existe aussi des attestations historiques d'importations d'une « centaine d'étalons de grande taille » à partir des Flandres, entre 1199 et 1216,,. Le cheval qui résulte de ces croisements, déjà dépeint au XVe siècle, est rebaptisé « English Black » à l'époque du Commonwealth d'Oliver Cromwell,. La race est particulièrement influencée par le Flamand, un cheval lourd introduit par les Hollandais aux XVIe et XVIIe siècles pour défricher et drainer les Fens à l'est de l'Angleterre,,,, ce qui rend le Shire proche du Trait belge. L'influence du Frison est également notable,,,,,. Tout au long du XVIe siècle, Édouard VI et Élisabeth Ire interdisent régulièrement l'exportation des chevaux de grande taille depuis l'Angleterre. Au cours du siècle suivant, la morphologie typique du Shire commence à devenir identifiable. La Révolution industrielle et agricole, qui débute en Angleterre plus tôt que sur le continent européen, accroit la demande pour des chevaux de traction lourde.
Selon Derry, le Shire partage la même origine que la race voisine du Clydesdale écossais, soit un croisement entre souche locale et chevaux d'origine flamande, avec de nombreux échanges de reproducteurs entre éleveurs anglais et écossais.

Ancêtres du Shire
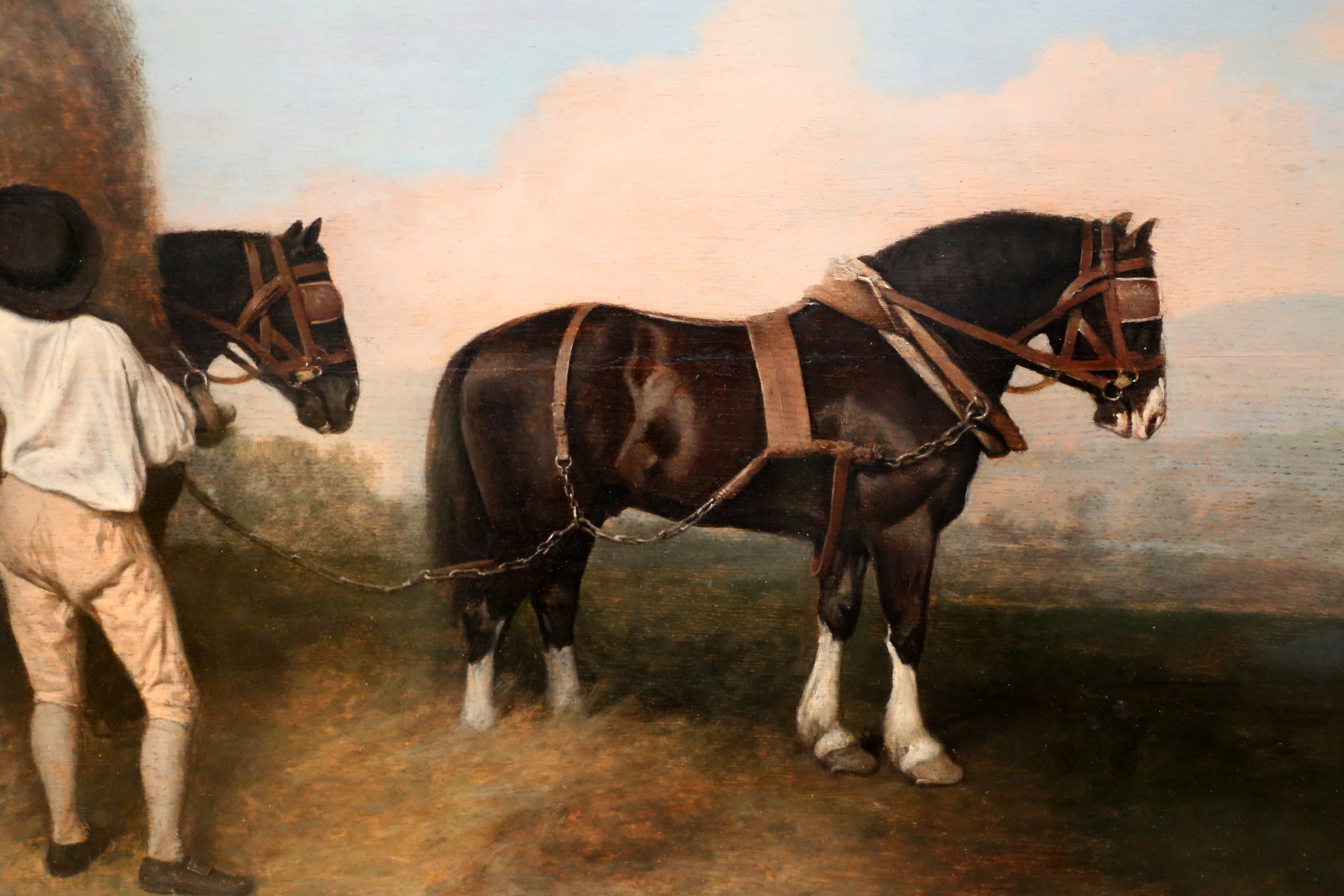
Cheval de trait attelé dans le tableau Les Faneurs, 1785.
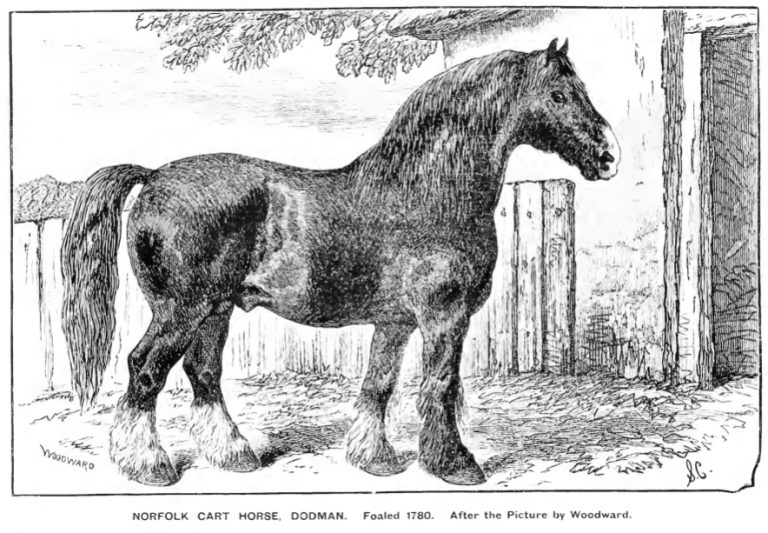
Dodman, étalon né en 1780 dans le Norfolk.
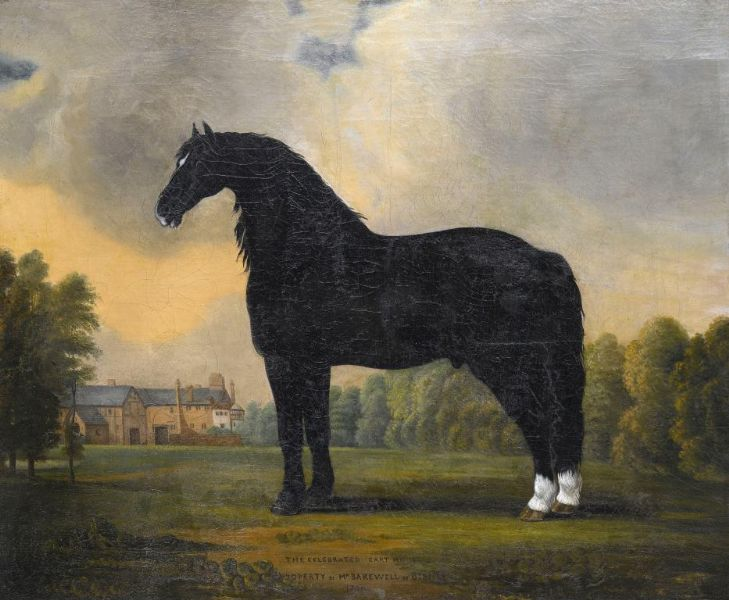
Dishley Grange Beyond, étalon sélectionné par Robert Bakewell.
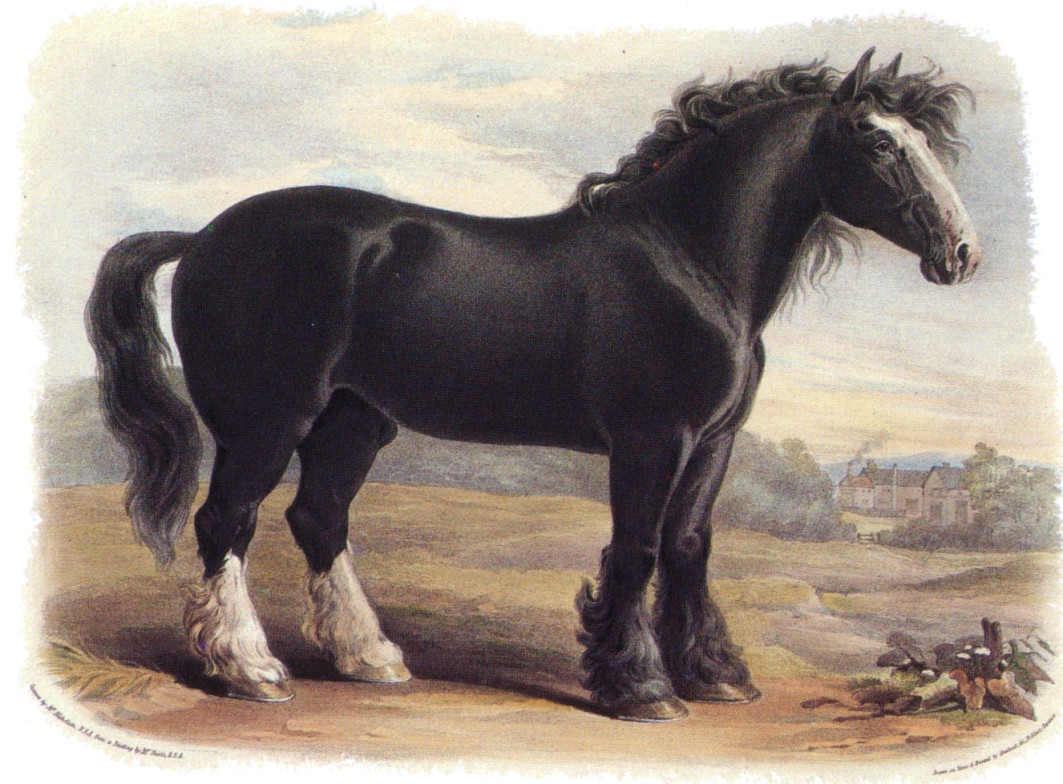
Étalon Old English Black issu de la souche de Bakewell.

Le célèbre éleveur Robert Bakewell semble avoir été le premier à fixer un modèle grâce à ses méthodes d'élevage, entre 1760 et 1790,. Si les méthodes qu'il applique ne sont pas clarifiées, Bakewell a vraisemblablement recouru à la consanguinité et à l'élevage en lignées,. Le tout premier Shire arrivé en Écosse serait un cheval issu de l'élevage de Bakewell, en 1774. C'est à cette époque que l'idée de sélection raciale commence à s'affirmer. Son influence déterminante sur la sélection du Shire provient vraisemblablement de son idée de croiser des juments de type frison avec un étalon noir originaire du Leicestershire,. L'étalon considéré comme fondateur de la future race Shire, Packington Blind Horse, né en 1755 et mort en 1770, a donné naissance à de très nombreux poulains,, dont les enregistrements sont conservés entre 1770 et 1832. Il est né à Packington, près d'Ashby-de-la-Zouch dans le Leicestershire.
D'après Youatt, Bakewell parvient à monnayer très cher les saillies de ses meilleurs étalons de trait, soit un prix équivalent à celui habituellement demandé pour les meilleurs étalons de course.

### XIXesiècle
Les bases d'élevage posées par Bakewell permettent la prospérité d'autres éleveurs de chevaux de l'île de Grande-Bretagne tout au long du XIXe siècle. Les poulains apprennent à tracter des attelages vers leurs trois ans, puis sont vendus dans des foires urbaines lorsqu'ils ont quatre ou cinq ans.
En 1864, le vétérinaire William Youatt décrit la couleur de robe noire, avec une large liste blanche et de grandes balzanes au bas des jambes, comme caractéristiques du Black Cart Horse. Jusqu'à la création des registres généalogiques (stud-books) du Clydesdale en 1877 et du Shire l'année suivante, les souches de ces deux futures races sont très fréquemment croisées entre elles par leurs éleveurs. Il est également fréquent de recourir à des croisements avec des chevaux importés des Flandres ou du Brabant.
Le berceau du Shire se situe dans le centre de l'Angleterre,, plus précisément dans les comtés de Lincolnshire, de Cambridgeshire, de Derbyshire, de Leicestershire et de Staffordshire. Au XIXe siècle, son élevage se structure et une sélection est mise en place afin d'obtenir les spécimens jugés les plus beaux ; c'est pourquoi la race est considérée comme fixée à cette époque. Utilisé dans l'agriculture et par l'industrie,,, il se répand dans les régions voisines, puis à l'ensemble de l'Angleterre. Le Shire est dans un premier temps destiné à la traction carrossière, puis dans un second à la traction agricole et à celle des lourds omnibus.

#### De laCart Horse Societyà laShire Horse Society
À partir des années 1870, le futur Shire acquiert une popularité en Angleterre qu'il n'avait jamais connue jusqu'alors, en raison de l'accroissement de la demande pour ce type de chevaux. L’English Cart Horse Society est créée en 1876, 1877, ou 1878 selon Gilbey, et publie son premier registre généalogique en 1880. Cette même année, le premier concours de race officiel est organisé à Islington. Le premier étalon Shire influent est Honest Tom (1865-1885), qui devient un symbole de la American Shire Horse Association créée en 1885. Ce dernier a eu 139 descendants.

Le Shire au XIXe, après la création de la Shire Horse Society
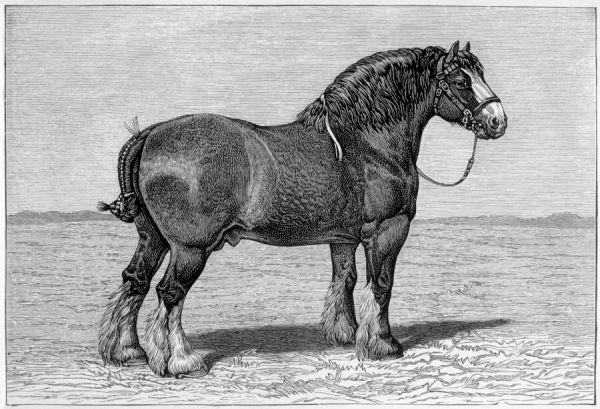
L'étalon Honest Tom (1865-1885).
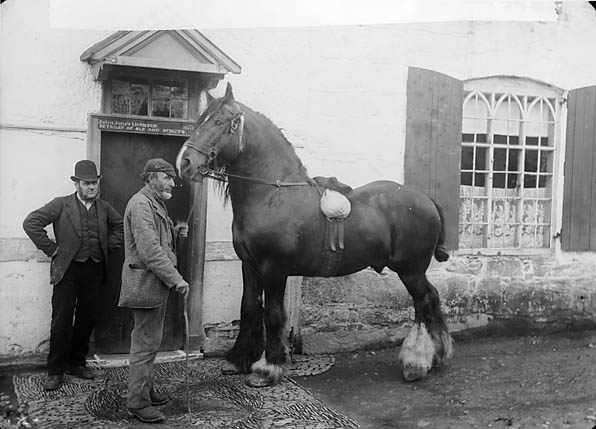
Photographie d'un Shire au travail en 1885.
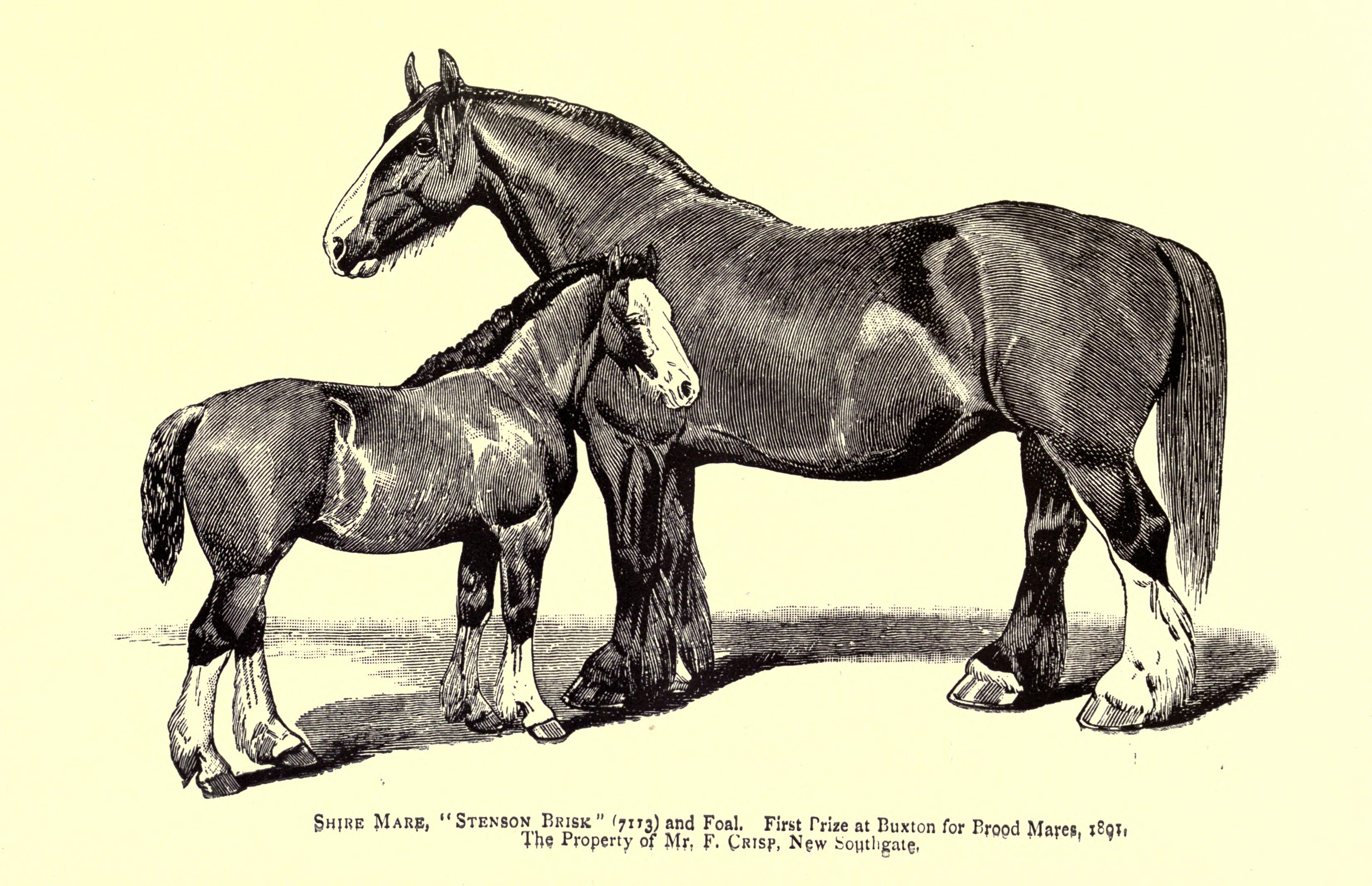
La jument Stenson Brisk et son poulain, en 1891.
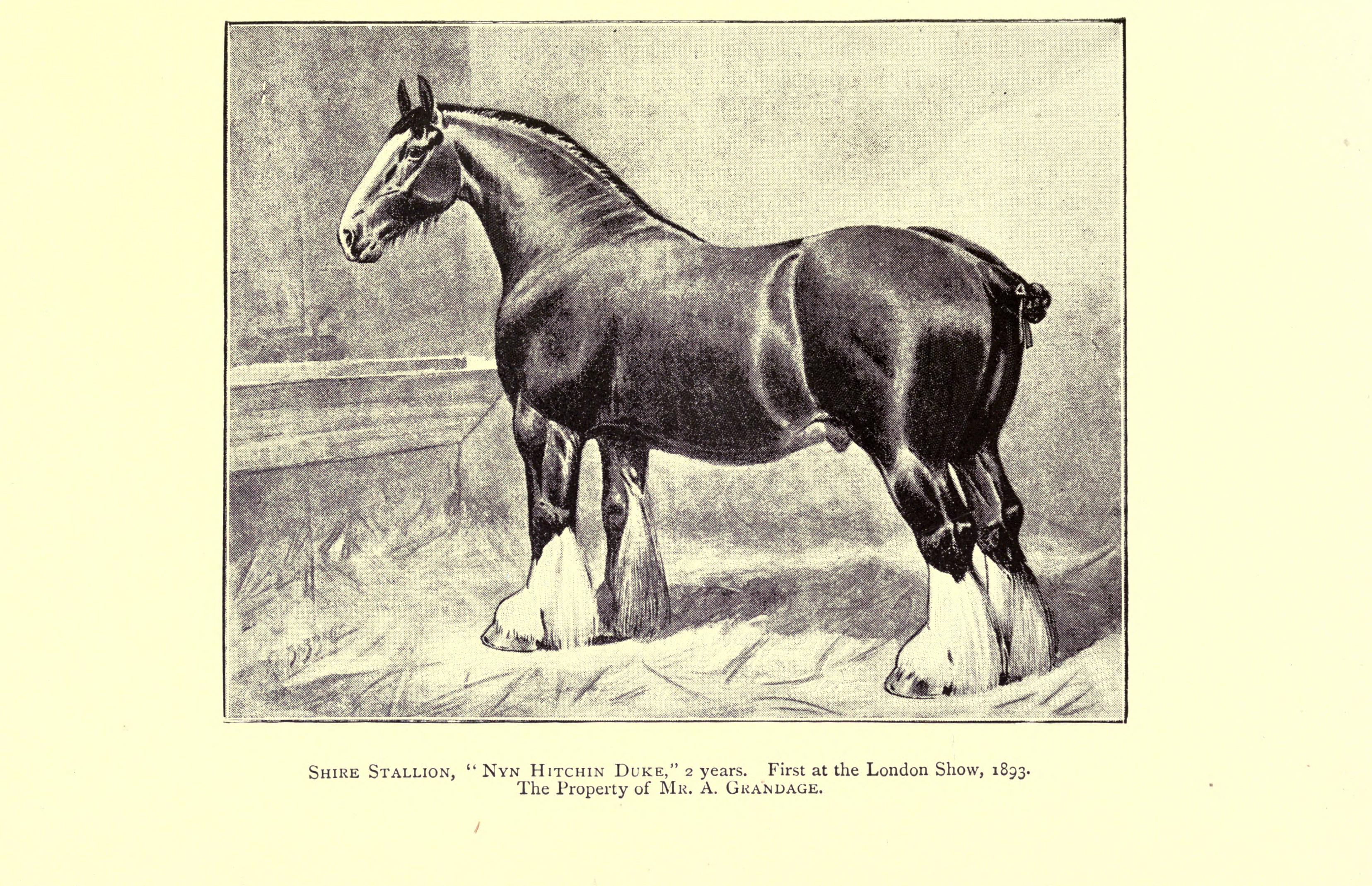
L'étalon Nyn Hitchin Duke à l'âge de deux ans, en 1893.
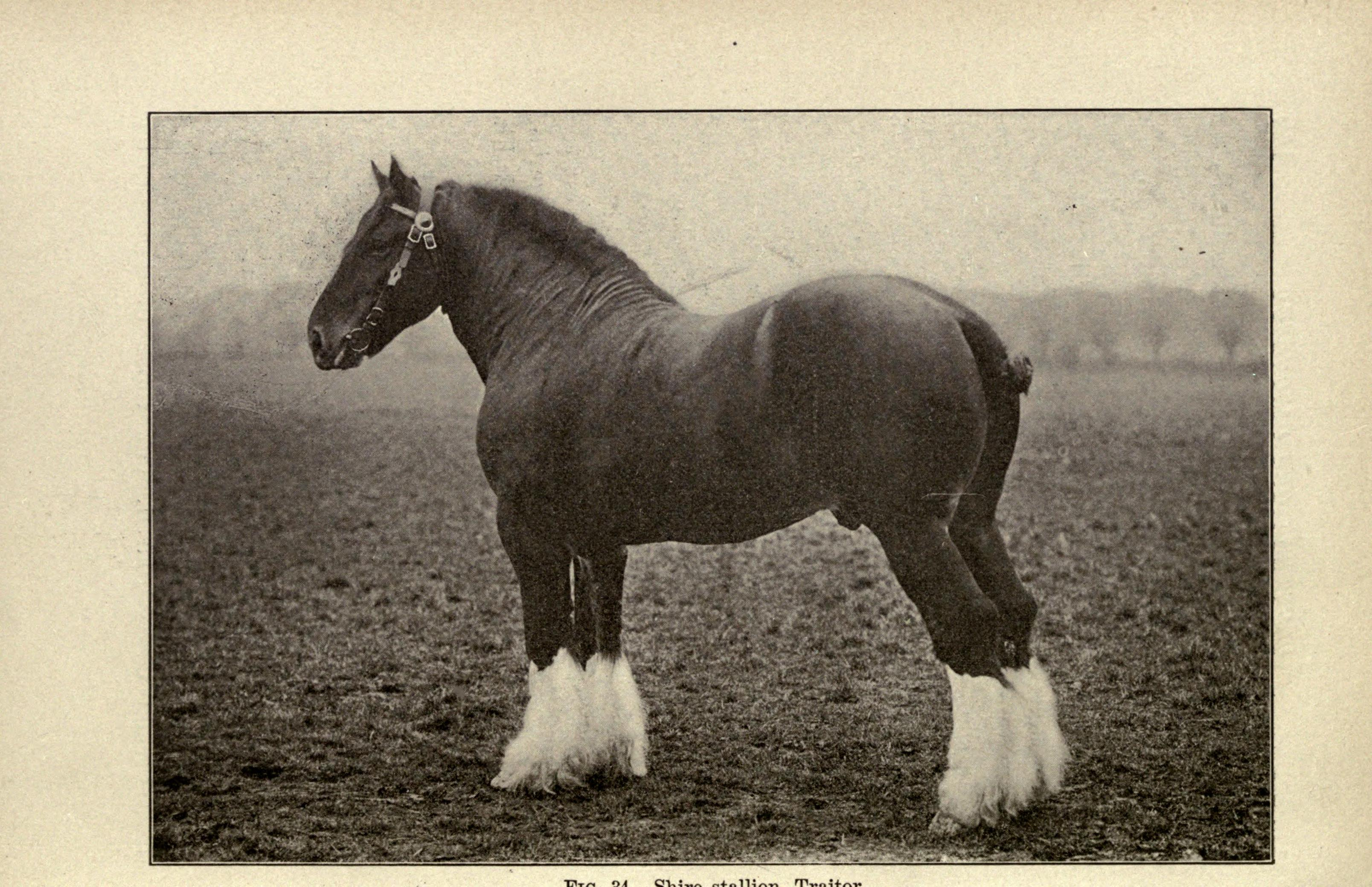
Étalon Shire adulte, en 1894.

Jugeant le nom Cart Horse trop vague, en 1884, la Shire Horse Society remplace l’English Cart Horse Society,. Le nom de « Shire » est alors officiellement adopté. Cette même année, la race est présentée pour la première fois à Amsterdam, où elle connaît un succès immédiat. Elle rencontre rapidement le succès aux expositions agricoles d'Amsterdam, d'Anvers et de Bruxelles. En 1888, la société de race présidée par Walter Gilbey compte 1 500 adhérents ; elle est devenue l'une des deux principales sociétés de race de Grande-Bretagne, avec celle du Clydesdale, qui a été reconnue comme race pour des raisons de marketing. La morphologie du Shire n'est cependant pas encore homogène.
Le vingtième volume du stud-book Shire est publié en février 1899.
Entre-temps, le Shire est exporté vers les États-Unis, aux côtés d'autres chevaux de trait européens,,,. Sur le marché nord-américain, trois grandes races se partagent alors la demande :  le Shire (anglais), le Clydesdale (écossais) et le Percheron (français). Toutefois, le Shire ne parvient jamais à atteindre la popularité du Clydesdale sur ce marché.

#### Séparation du Shire et du Clydesdale

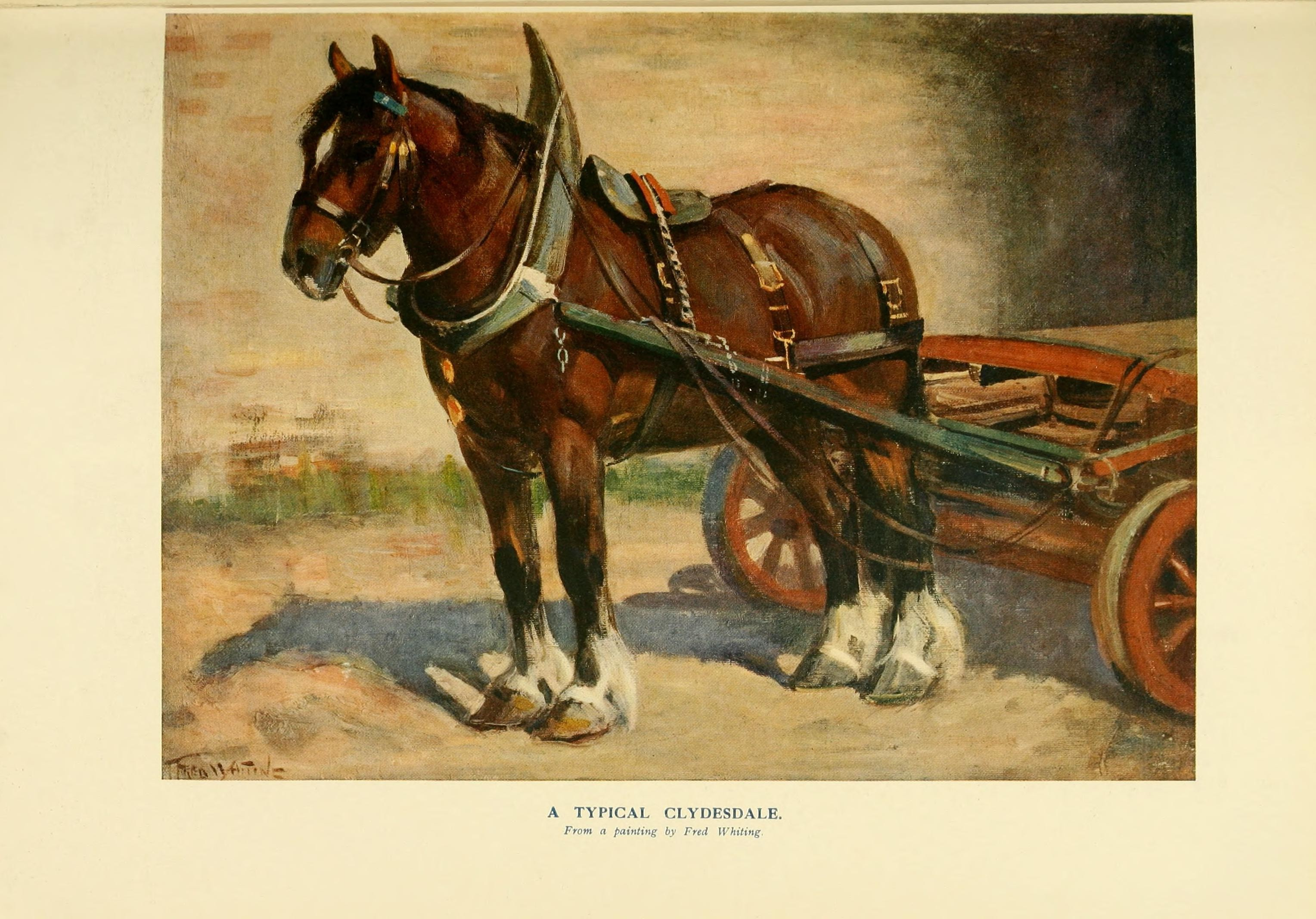
Un Clydesdale typique, d'après une peinture publiée en 1911.

En 1883, Lawrence Drew et David Rydell, deux éleveurs en grande partie responsables de l'introduction de croisements du Clydesdale écossais avec le Shire, créent l'éphémère Select Clydesdale Horse Society. Ils considèrent que le Clydesdale et le Shire ne sont que deux variantes d'une même souche de chevaux de trait. Toutefois, ils souhaitent aussi établir un statut de race à part entière, considérant que cette démarche marketing favorisera la commercialisation du Clydesdale. Leur société disparaît en 1888, avec l’homogénéisation du Clydesdale et la mort de Drew,.
Les meilleurs étalons Shire se reproduisent toujours avec des juments Clydesdale dans les années 1880 et 1890. La sélection, selon Drew et Rydell, s'appuie sur la qualité plutôt que sur la généalogie. La Breeder's gazette reconnaît la valeur des croisements effectués entre le Shire et le Clydesdale, chez l'une et l'autre race. Quelques éleveurs assurent aussi que ces croisements donnent de bons chevaux.
Toutefois, la majorité des acheteurs d’Amérique du Nord se montrent sceptiques envers les croisements non répertoriés. Ils exigent des pedigrees complets et fiables, et des « races pures », ce qu'ils voient comme une garantie de qualité. Drew est accusé de vendre des poulains issus de mères Shire comme de purs Clydesdales, et d'avoir créé un fallacieux compromettant la pureté de « la plus grande et la plus noble race de cheval de trait du monde ». En 1886, le registre américain du Clydesdale interdit officiellement les croisements avec le Shire. Cette interdiction se répercute chez les éleveurs écossais, qui deviennent moins enclins à pratiquer ce croisement. En 1895, les responsables écossais du registre Clydesdale établissent une séparation entre les deux races, et interdisent le croisement Shire à leur tour. Les membres de la Canadian Clydesdale Association leur emboîtent le pas, car l'autorisation de croisement compromettrait leurs relations commerciales avec les États-Unis.

### XXeetXXIesiècles
C'est au début du XXe siècle que le Shire atteint l'apogée de sa popularité dans son pays d'origine. La race est très bien représentée jusqu'en 1930, le Shire restant alors le principal cheval de trait anglais. Entre 1901 et 1914, la Shire Horse Society enregistre près de 5 000 nouveaux Shire chaque année,. La Shire Horse Society, entre sa création et 1950, rassemble jusqu'à 3 000 membres, et publie 70 volumes de son Stud Book à raison d'un chaque année : elle enregistre au total 44 500 étalons et 137 000 juments.

Le Shire au XXe
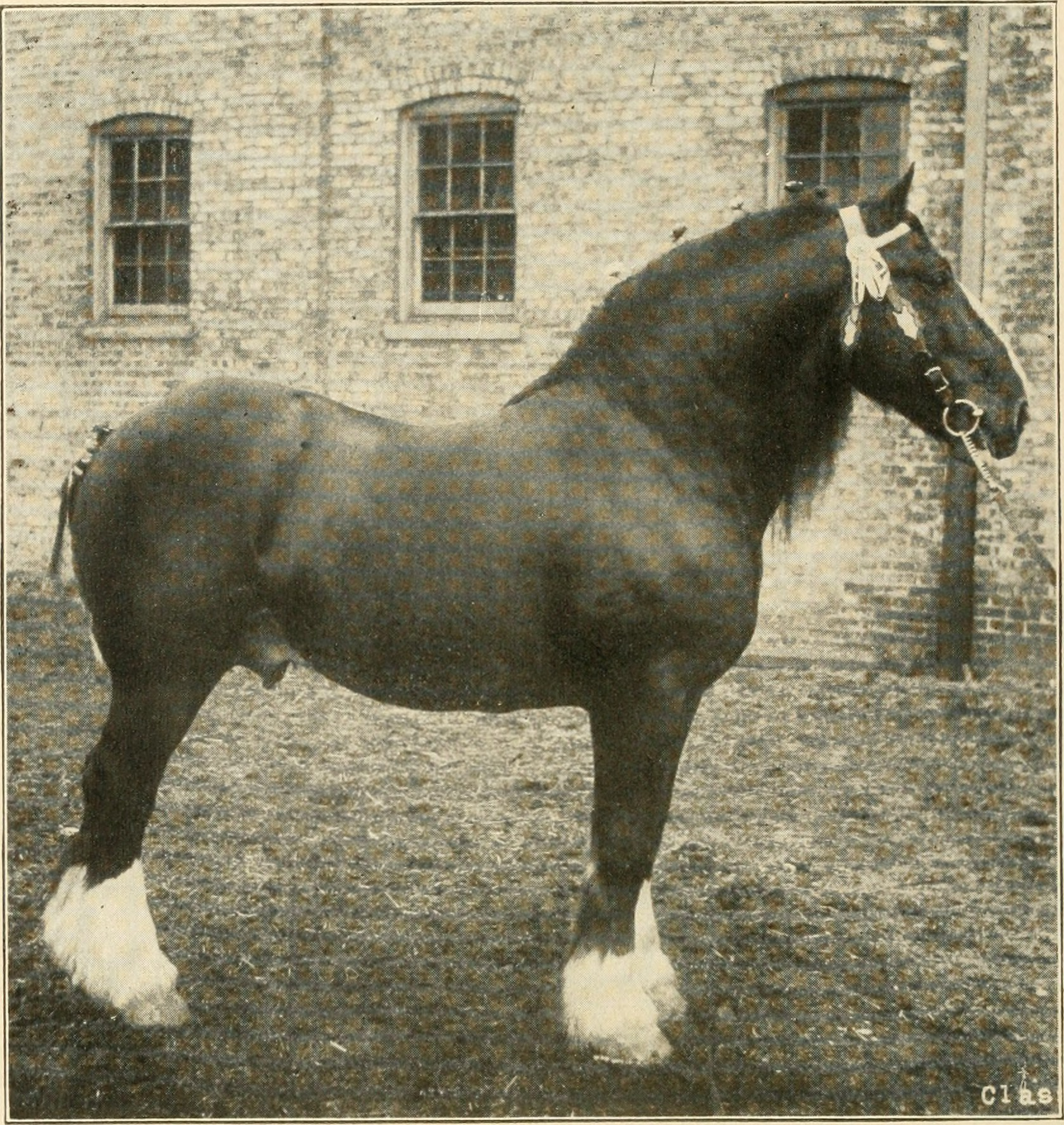
Blaisdon Pluto, Shire champion de la Chicago International Exposition en 1901.
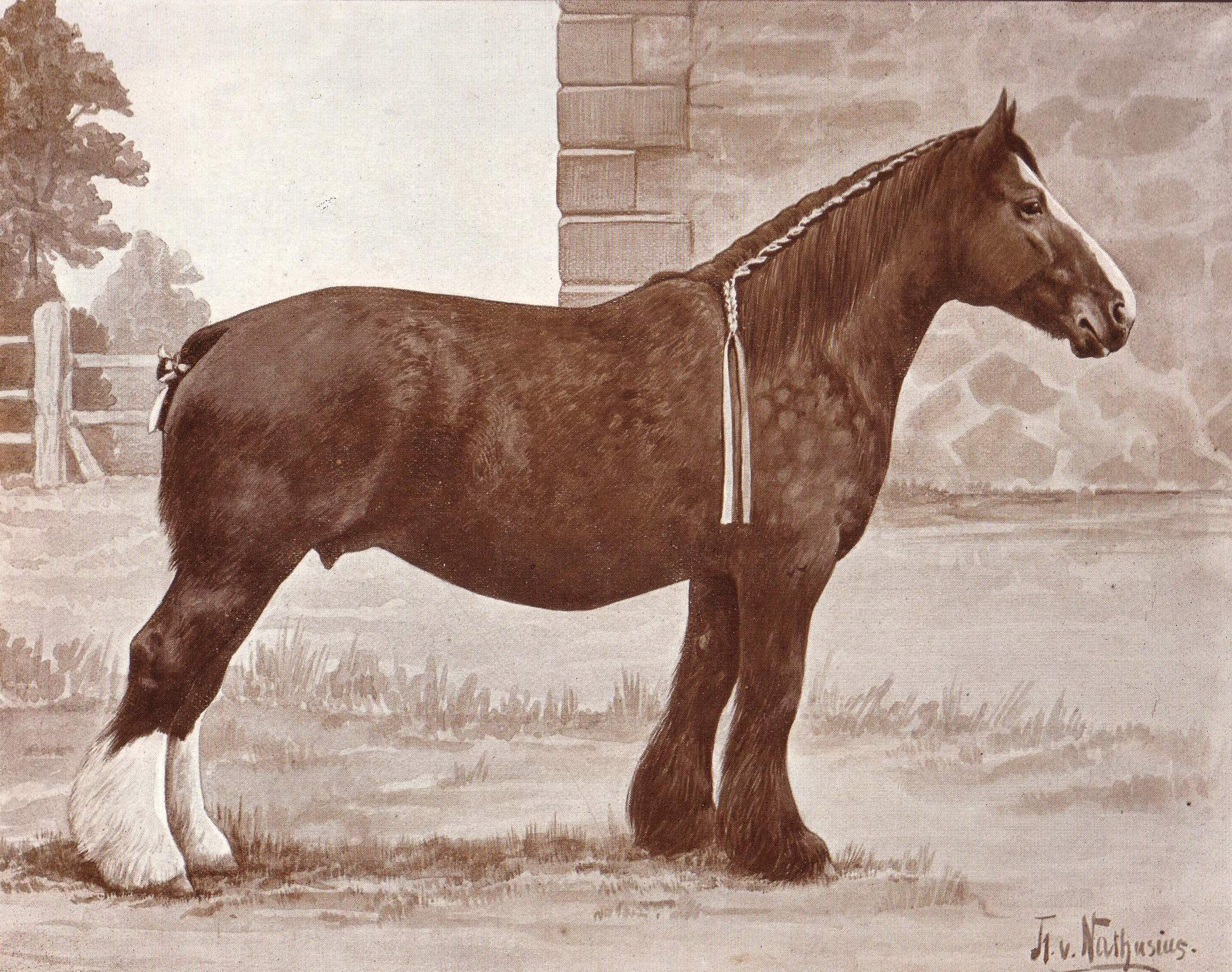
Dessin d'un Shire dans les années 1900 par Thomas von Nathusius.
The Sirdar, étalon Shire, en 1923.
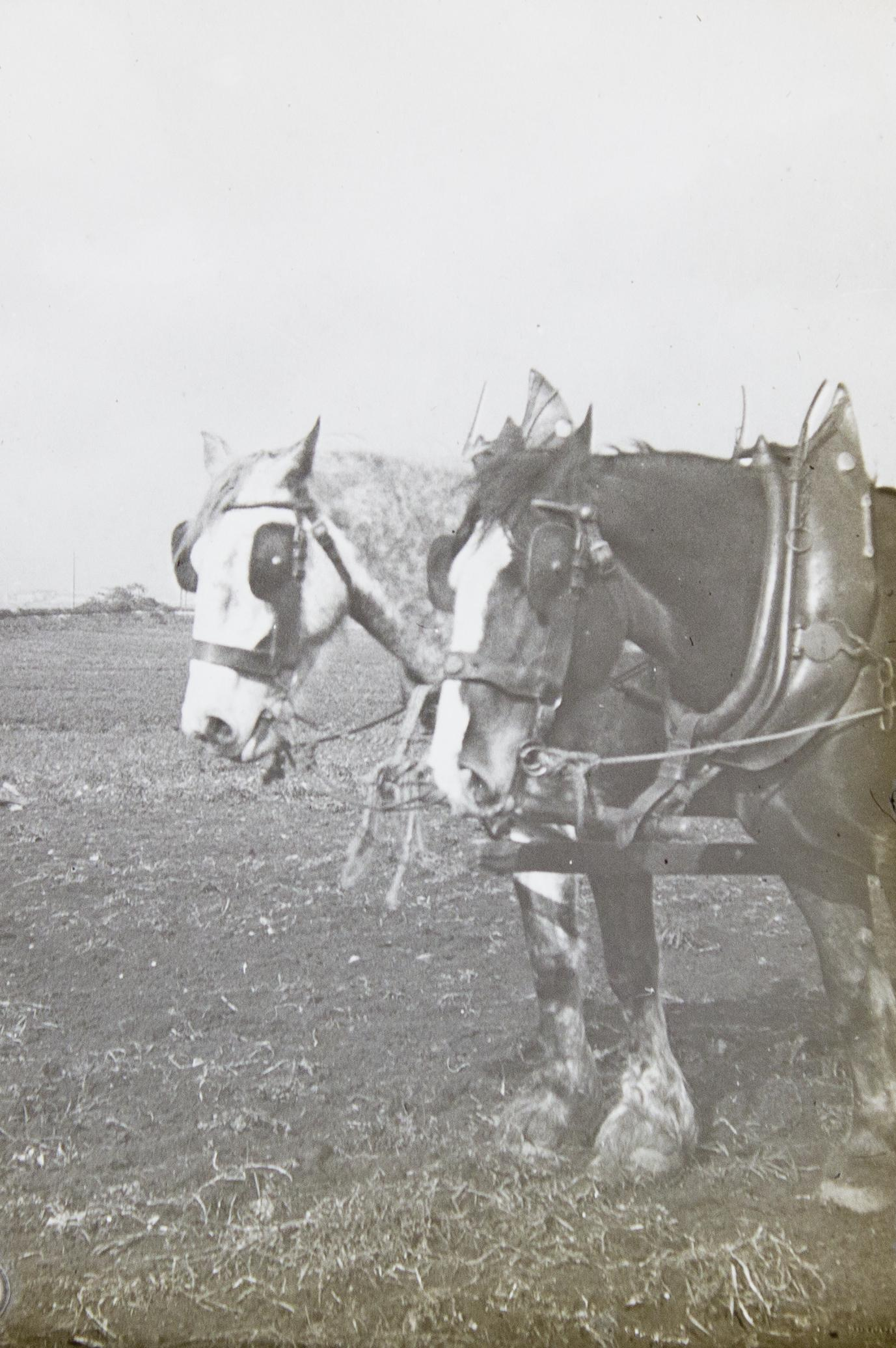
Paire de Shire au travail dans les années 1920-1930.
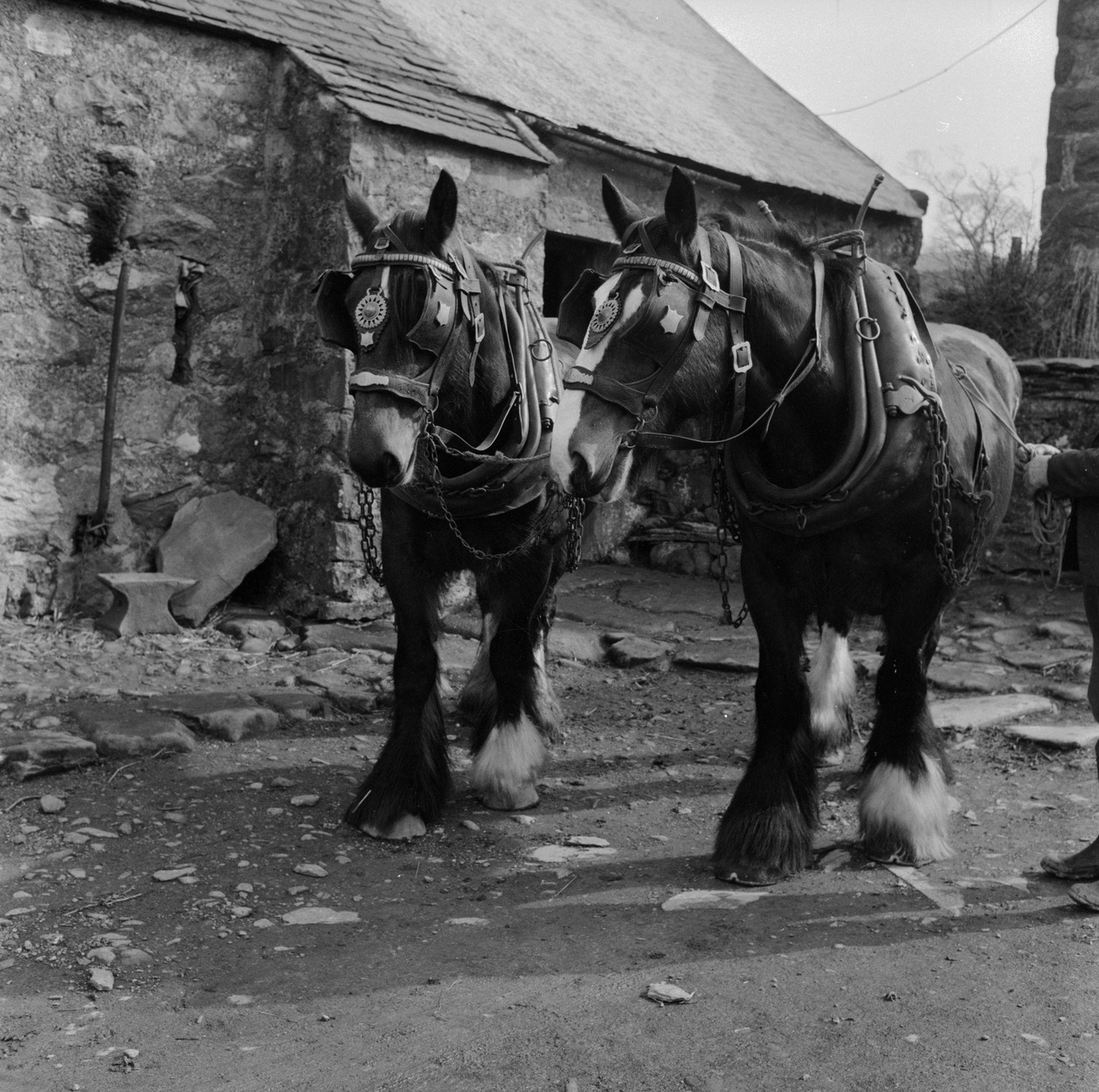
Paire de Shire au travail en 1964.

Avec l'arrivée de la motorisation dans les transports, l'agriculture et l'industrie, la race voit ses effectifs réduire drastiquement au point de frôler l'extinction,. Après la Seconde Guerre mondiale, seules quelques compagnies de brasseurs anglaises continuent d'utiliser des attelages de Shire pour leurs livraisons à Londres. Cette réduction des effectifs, faute de sélection, fait qu'une partie des Shire perdent leur taille élevée. De plus, certains chevaux sont sélectionnés pour la boucherie.
Une poignée d'éleveurs entreprend la sauvegarde et la revalorisation de cette race dans les années 1960,, si bien que des signes de reprises sont visibles dans les années 1970. Une douzaine de brasseries se portent volontaires pour soutenir la sauvegarde de la race. Le soutien de la famille royale britannique s'avère également déterminant. En 1996, un grand congrès mondial, le premier pour la race, est organisé près de Londres.

## Description

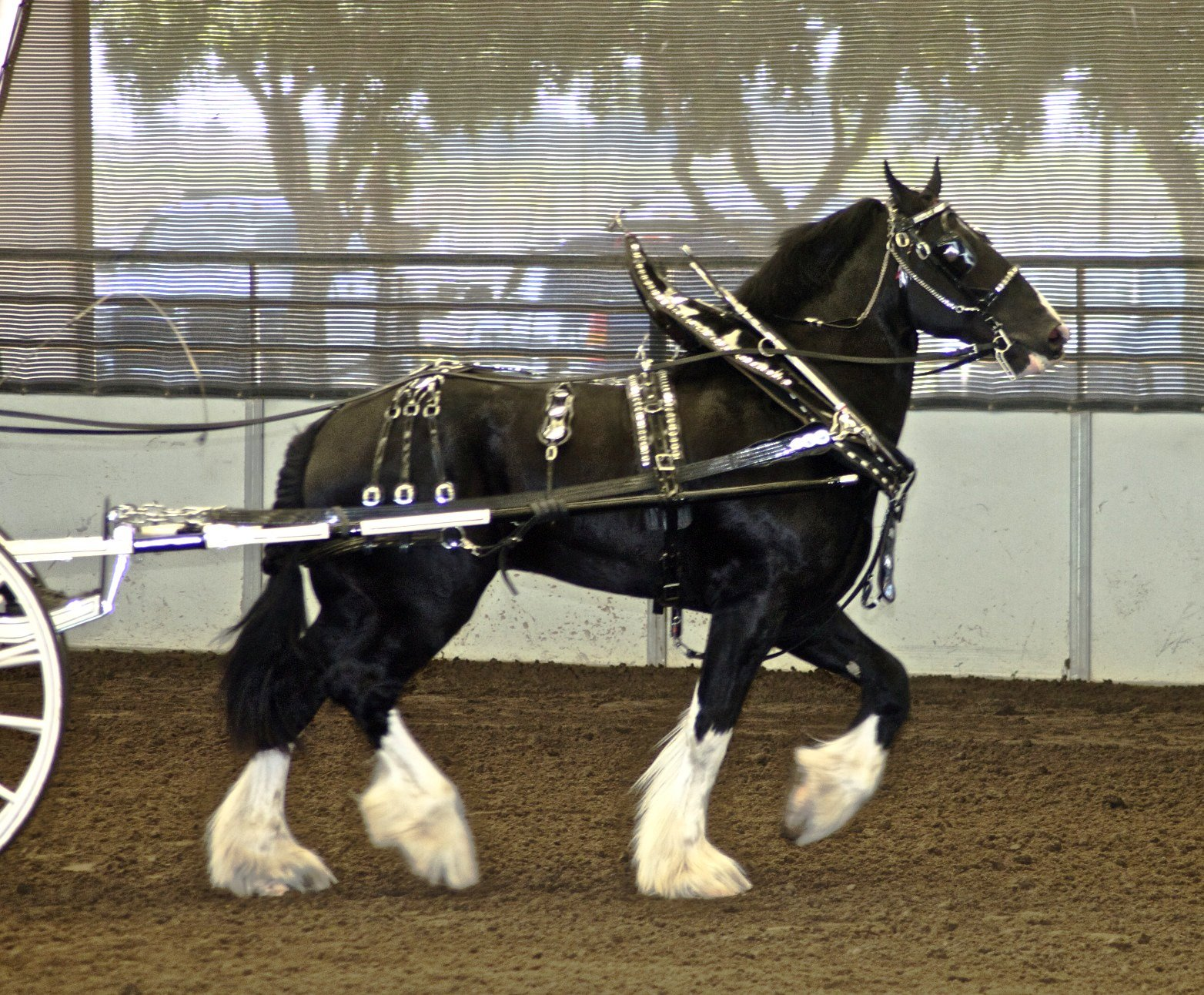
Shire américain à l'attelage de tradition.

Le Shire est l'une des races de chevaux les plus facilement reconnaissables à son apparence et son gabarit, seul le Clydesdale en étant très proche. En effet, hormis par une légère différence de taille entre ces deux races, il est impossible de les distinguer.
Il appartient au groupe des chevaux de trait lourd d'Europe de l'Ouest.

### Taille et poids

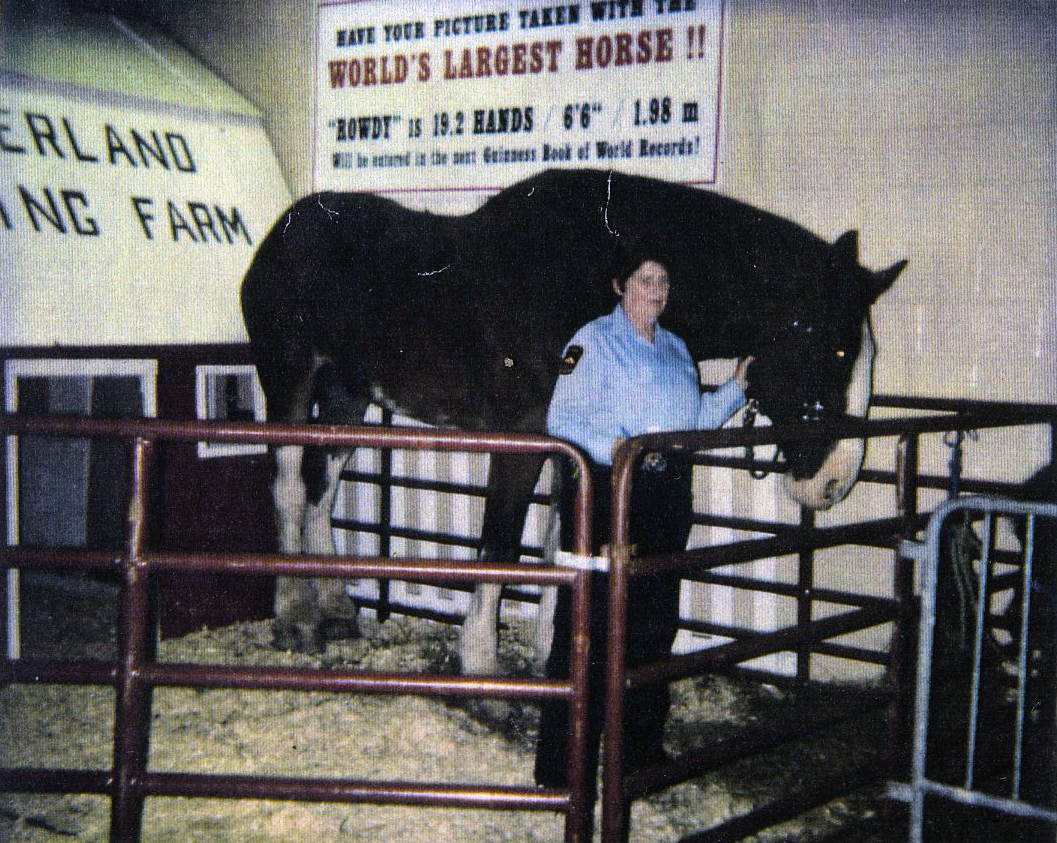
Shire présenté comme le plus grand cheval du monde (1.98 m), en 2007.

Le Shire est l'une des plus grandes et des plus lourdes races de chevaux au monde,,,,,. Sa hauteur au garrot peut dépasser 1,90 m,,,. Sampson, un hongre né en 1846 à Toddington Mills, fut le plus grand cheval du monde jamais répertorié, avec une taille de 2,19 m au garrot et un poids évalué à 1 520 kg,,. Tina était le plus grand cheval vivant au monde avant sa mort le 2 avril 2008 ; elle est homologuée par le Livre Guinness des records avec une hauteur de 2,03 m au garrot. Noddy, un étalon de robe grise légèrement pommelée, né en Australie, est considéré en 2008 comme le plus grand cheval du monde, avec 2,05 m au garrot pour un poids de 1,3 tonne à l'âge de 5 ans. Sa propriétaire, Jane Greenman, dit qu'elle ne pensait pas qu'il atteindrait cette taille lorsqu'elle l'a acheté à 6 mois. En 2022, le plus grand Shire australien est le hongre Kangaroo Valley's Cedars Stormy George, avec 1,96 m.
Draper et Kholová indiquent en 2006 et 1997 une taille moyenne comprise entre 1,62 et 1,72 m pour les étalons, et entre 1,60 et 1,70 m pour les juments. Caroline Silver citait en 1984 une moyenne à 1,70 m, tandis que l'auteur italien Maurizio Bongianni cite une fourchette de 1,65 à 1,80 m. D'après le guide Delachaux (2016), la taille minimale des juments est de 1,63 m, et celle des mâles doit être supérieure à 1,73 m. D'après l'auteur anglais Elwyn Hartley Edwards (2016) la taille du Shire moderne est toujours supérieure à 1,73 m. La base de données DAD-IS indique une moyenne de 1,73 m chez les femelles et 1,83 m chez les mâles.
Le Shire pèse généralement près de 1 000 kg,, (800 à 1 000 kg selon Bongianni et CAB International), certains sujets pouvant peser jusqu'à 1 200, voire 1 220 kg.
En 1938, une étude d'hérédité a comparé la taille et la croissance du poulain Shire et du poulain Shetland, l'une des plus petites races de chevaux au monde.

### Morphologie
L'impression d'ensemble est celle d'un cheval très fortement charpenté, de modèle bréviligne. D'après Edwards, le Shire moderne est plus proche du type historique des Midlands que de celui des Fens. Il arbore de longs crins. Malgré sa très grande taille, le Shire apparaît moins trapu que d'autres races de chevaux de trait plus petites.

#### Tête
La tête est fine, allongée, et d'apparence étroite. Délicatement proportionnée, elle dégage une impression de noblesse selon Fitzpatrick. Elle est de taille petite, à moyenne,, par comparaison au corps. Le profil en est convexe (dit également busqué ou moutonné),,, ; il s'agit d'une des caractéristiques typiques du Shire,, permettant de le distinguer du Clydesdale dont le profil de tête est rectiligne.
Les oreilles sont longues, fines et pointues selon une majorité d'auteurs,,,,, petites et mobiles selon l'autrice tchèque Helena Kholová. Le front est large,,,. Les yeux sont grands,,, écartés et proéminents,. Les ganaches sont prononcées,.

Tête du Shire
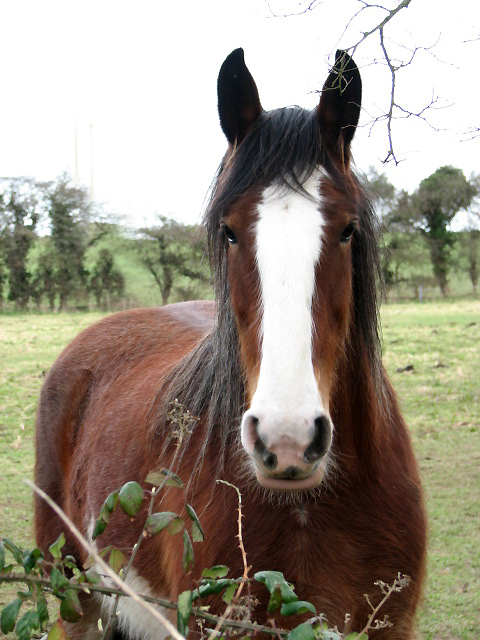
Shire bai, vu de face.
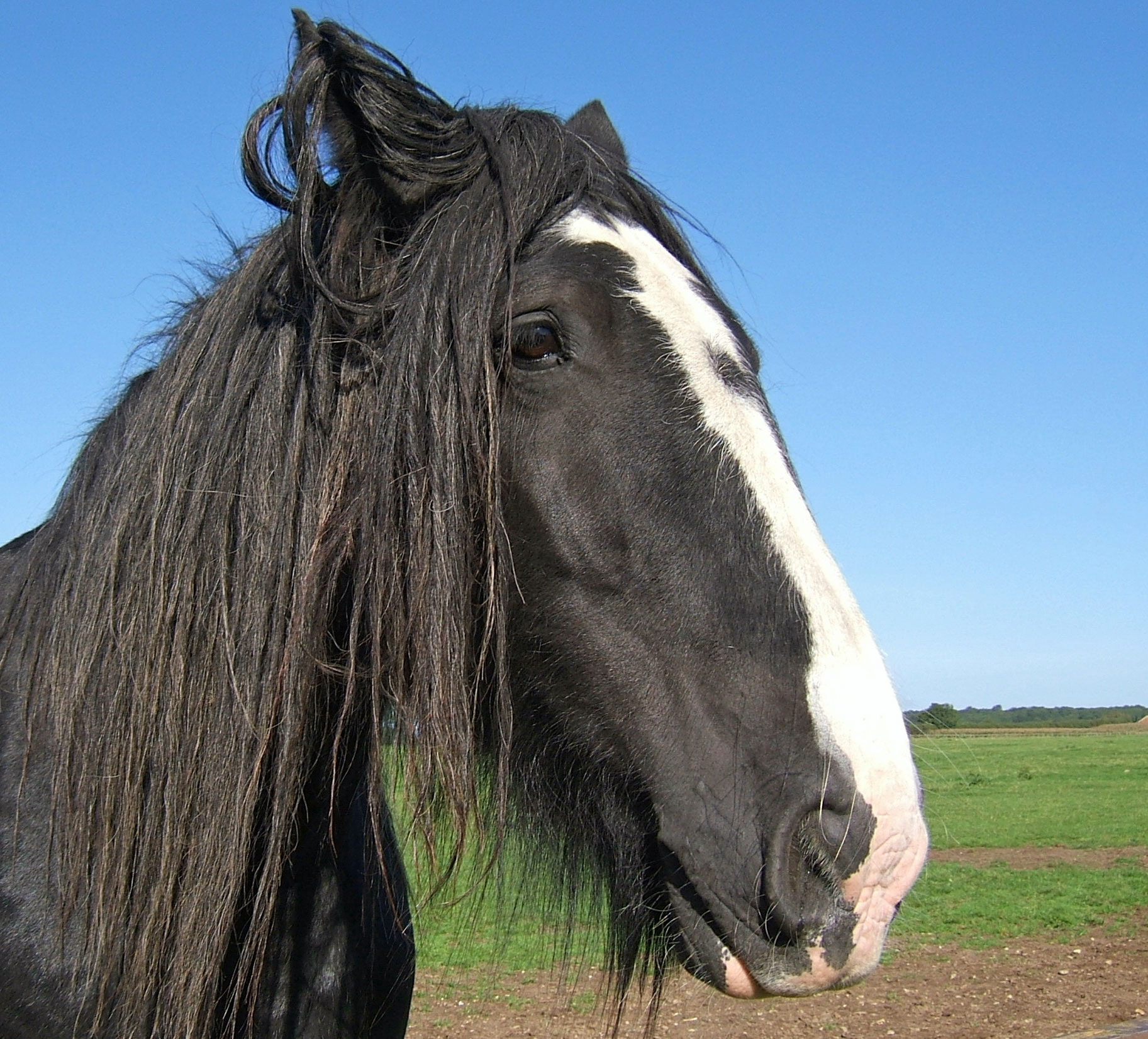
Shire noir à liste blanche, vu de trois quarts.
Deux Shire de robe sabino.
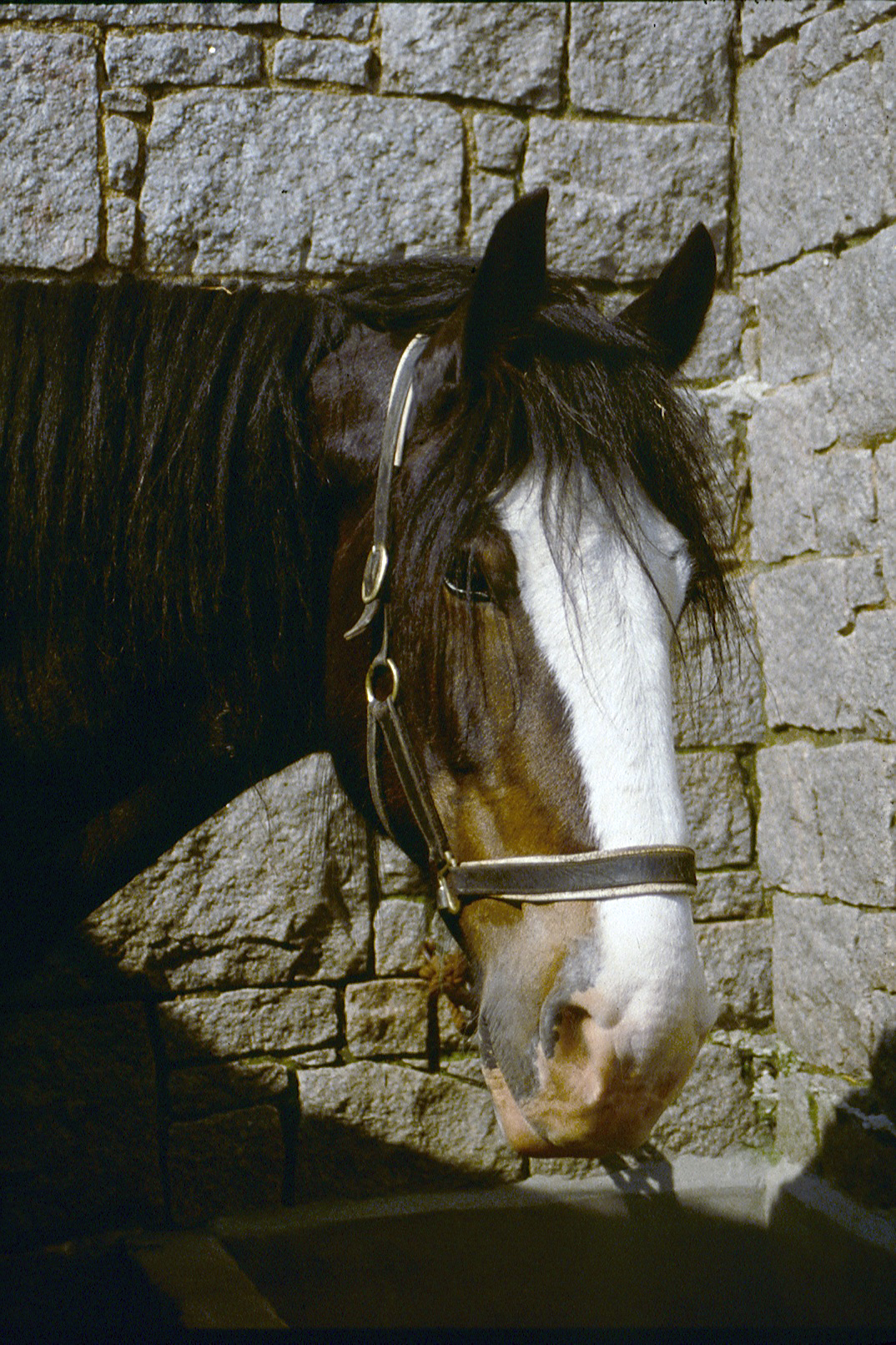
Shire bai foncé, vu de trois quarts.

Il peut avoir des « moustaches » sur ses lèvres. Les naseaux sont fins mais larges, les lèvres doivent être bien appliquées l'une contre l'autre et le bout de nez doit être légèrement convexe.

#### Corps
Son encolure est massive mais néanmoins relativement longue,, et légèrement arrondie (dite arquée, ou rouée). Le bourrelet longitudinal est bien visible, en particulier chez les étalons.
Le corps dégage une impression générale de compacité et d'arrondi. Les épaules sont larges et inclinées. Très charpenté, le Shire est bien ouvert du devant, doté d'une avant-main profonde, avec une poitrine large et musclée, et un thorax ample,,. Le passage de sangle est profond, le tour de poitrine allant jusqu'à 2,40 m. Le garrot est large, en prolongement long et harmonieux de la ligne centrale de l'encolure, s'étendant loin dans le dos,. L'épaule est longue et inclinée.
Le dos est court, et large, donnant une ligne dorso-lombaire d'apparence courte. Le dos ne doit pas être ensellé (creux).
Les reins sont forts et bien attachés. L'arrière-main peut être élevée. La croupe est forte, et large, généralement arrondie et de forme avalée (oblique),,. La queue est attachée bas.

#### Membres

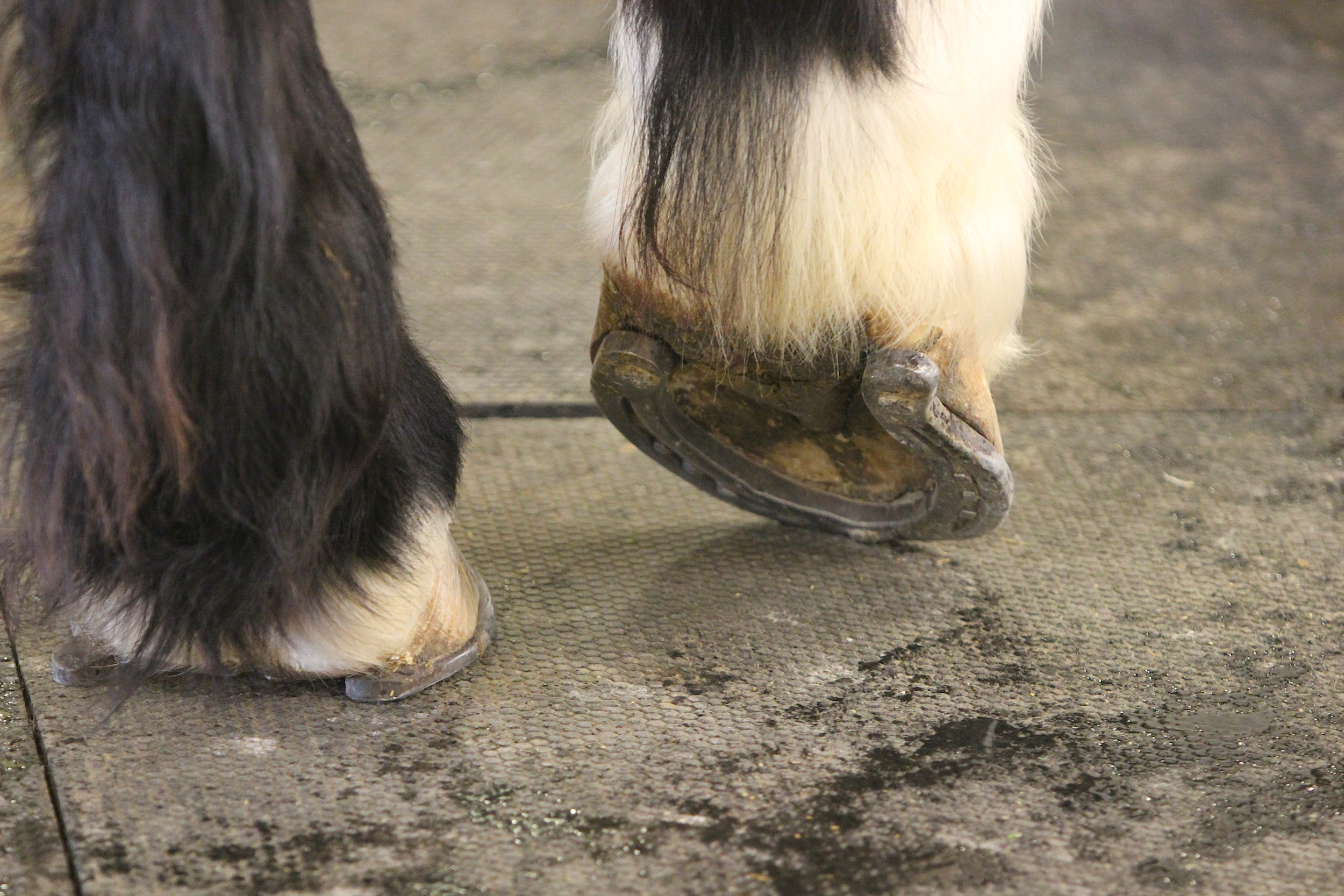
Pieds du Shire.

Les membres du Shire sont solides,, plutôt courts selon Edwards et Bongianni, une majorité d'auteurs les décrivant au contraire comme longs pour un cheval de trait,,,.
Les jambes sont dotées d'articulations de bonne qualité ; pour supporter et répartir son poids, le Shire a des membres, articulations et sabots larges, avec une ossature dense. Ses articulations sont cependant plus sèches que celles du Trait belge.
Les jarrets sont souvent clos (en forme de faucille), ce qui accroit la puissance de traction. Le tour des canons mesure entre 28 et 30 cm,. Les canons sont plutôt longs selon Bongianni, alors que Dutson les décrit comme courts. Le paturon est court selon Bongianni, orienté préférentiellement à 45°. Cependant, d'après Jasper Nissen, des paturons longs sont recherchés car ils confèrent davantage d'élasticité dans les allures.
Les pieds sont relativement plats, mais solides, les couronnes ouvertes et les parois épaisses. La corne des sabots recherchée est noire, mais en raison de la grande fréquence des balzanes, elle est souvent blanche.
Les membres ont toujours des fanons, c'est-à-dire de longs poils lisses, fins et soyeux,,, qui poussent à partir du dessous des genoux. Ils sont généralement de couleur blanche, et demandent beaucoup de soins. Ils sont si longs qu'ils recouvrent presque entièrement les sabots.

### Robes
D'après le standard britannique de la race, sa robe peut être noire, baie ou grise,,,. Les robes rouannes et alezanes ne sont pas admises,,, bien que Bongianni et le guide Delachaux citent l'alezan comme possible,. L'alezan semble autorisé seulement par le registre américain,.
La robe noire est la plus populaire, ; les robes baies et bai-brunes sont les plus communes ; la robe grise est au contraire la plus rare,. Les pommelures sont fréquentes.

Robes du Shire
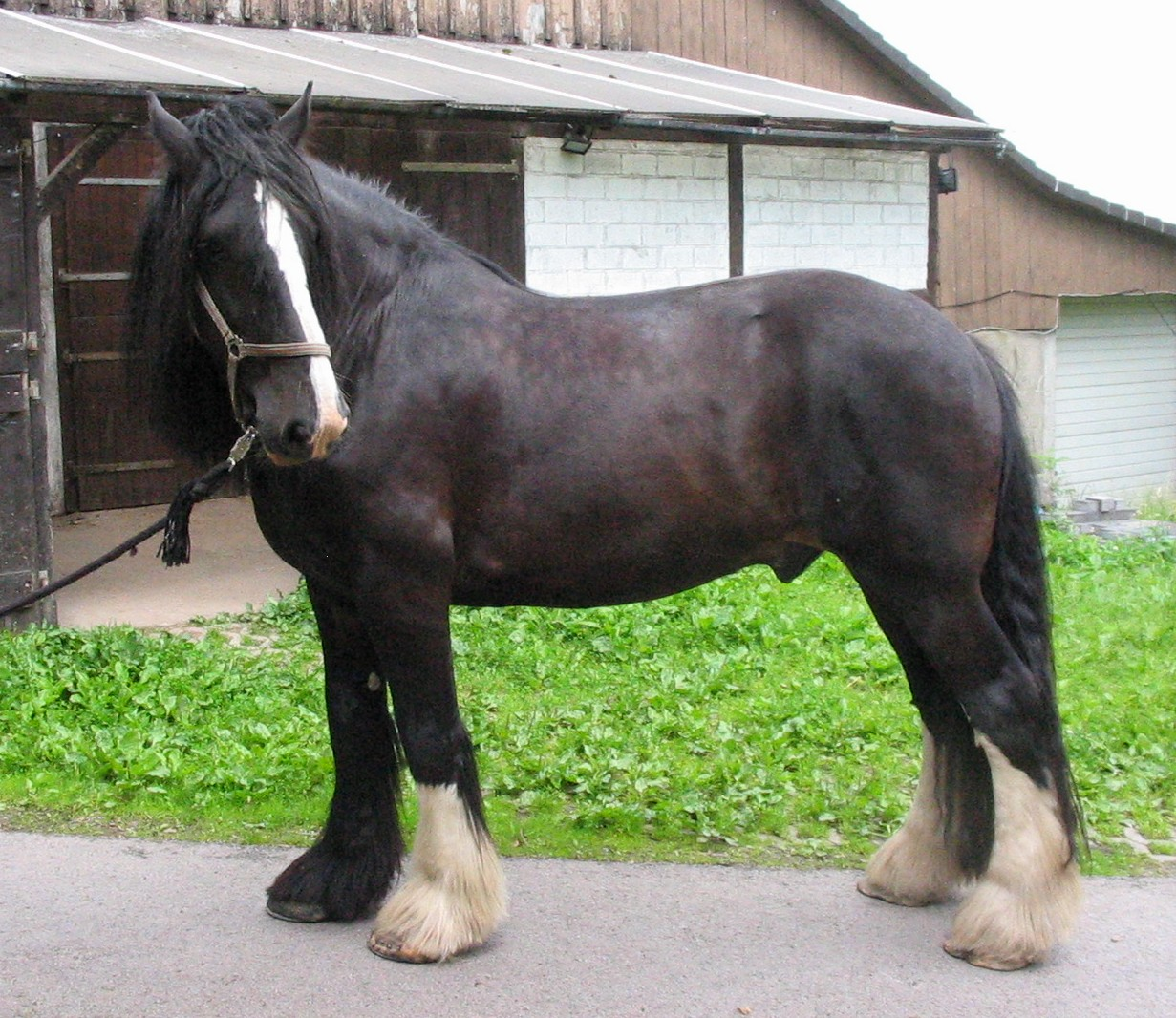
Goliath, Shire de robe noire.
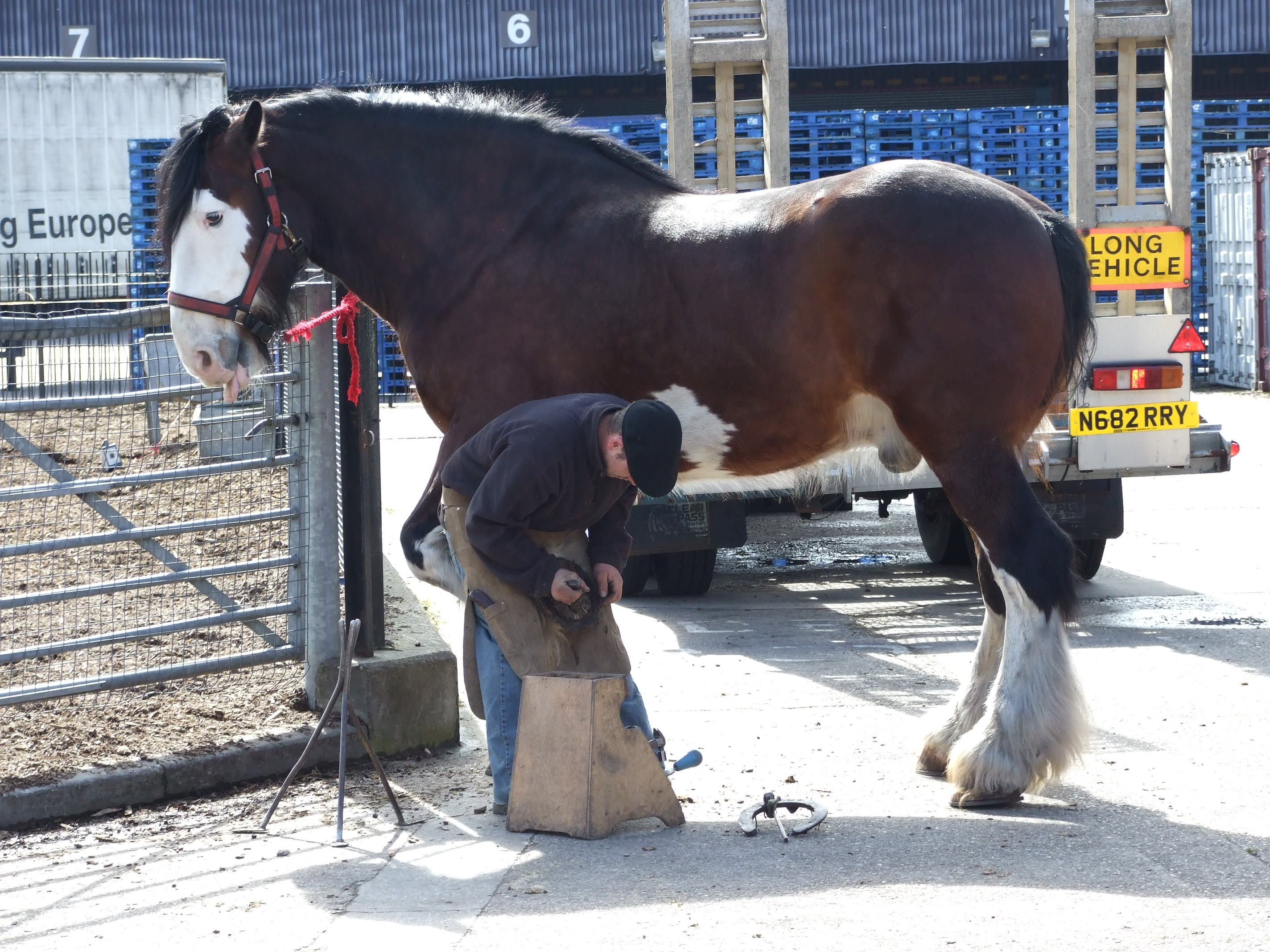
Shire de robe baie sabino avec marquage blanc sur le corps, au ferrage.
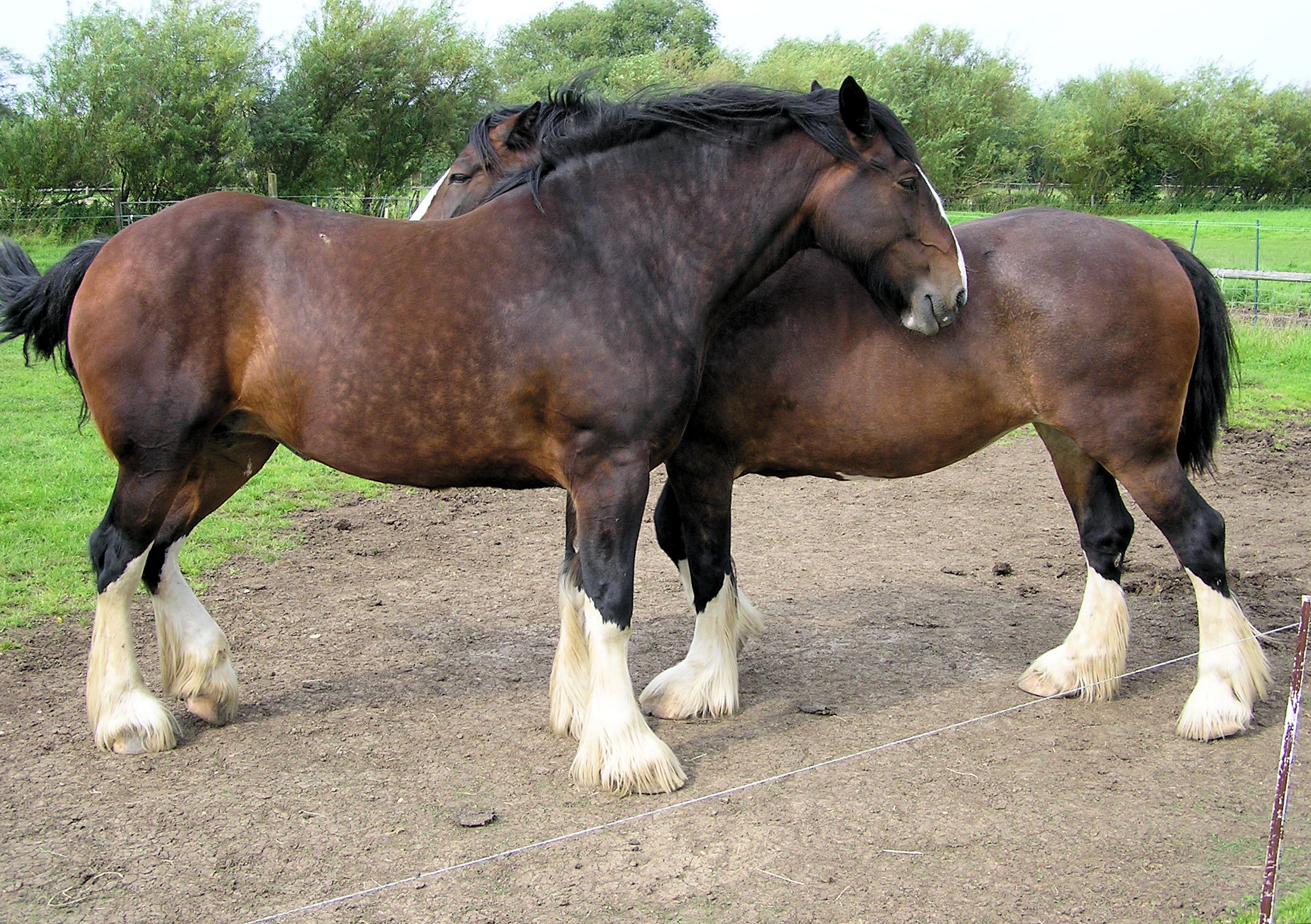
Paire de Shire bais, montrant les pommelures sur la robe.

Les grandes marques blanches en-tête (liste en tête) et sur les membres (balzanes) sont fréquentes et désirées,, Silver estimant qu'elle sont « toujours présentes ». En revanche, les grosses taches blanches sur le corps ne sont pas désirables,, de même que les rouannages étendus.

### Tempérament, entretien et santé

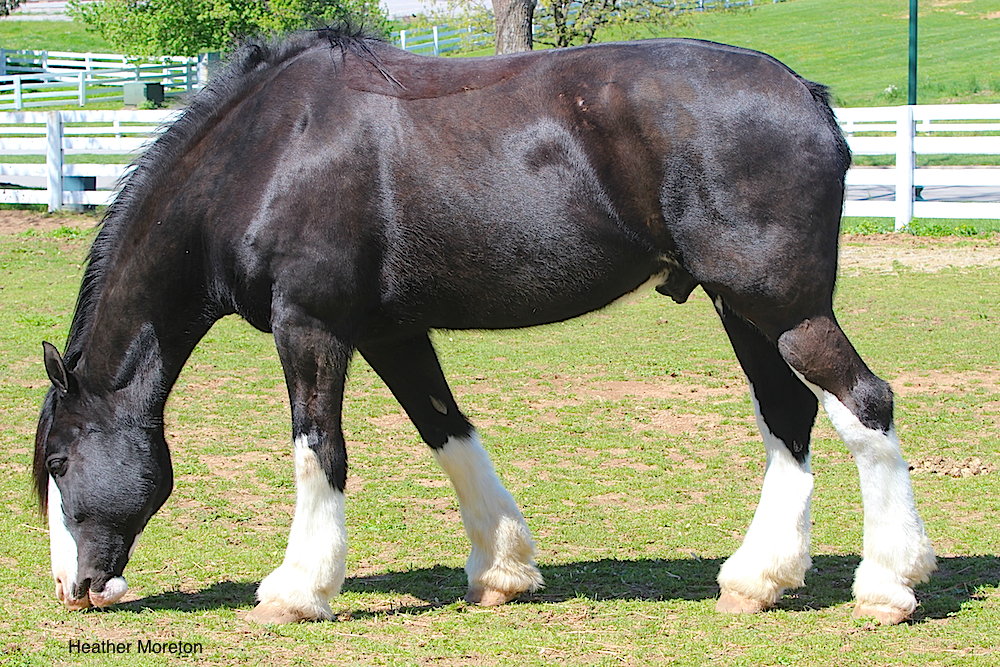
Albion, un Shire dont les fanons ont été rasés pour permettre les soins des membres.

Le Shire est réputé pour son excellent caractère,,, et son tempérament plus facile à vivre que celui du Clydesdale. Patient, aimable et placide, cela lui vaut son surnom de « gentil géant » (gentle giant en Angleterre). D'une grande douceur, il est très facile à manipuler,.
Cette race résiste au froid. Le Shire développe un poil d'hiver abondant, souvent avec une moustache caractéristique poussant sur la lèvre supérieure. Il jouit d'une bonne espérance de vie. Néanmoins, cette race de chevaux a toujours été controversée, et compte un grand nombre de détracteurs,. Sa grande taille peut rendre nécessaire la mise en place d'écuries adaptées à son gabarit hors-normes. Le Shire est aussi jugé peu avantageux en terme de rapport consommation de nourriture / rendement au travail, des races de chevaux plus frugales fournissant un travail à peine inférieur à celui que peut fournir un Shire. Néanmoins, il est réputé de santé solide.
Le Shire est touché par le lymphœdème chronique progressif, une maladie dont les signes cliniques incluent un gonflement progressif, une hyperkératose et une fibrose distale des membres, qui est similaire au lymphoedème chronique chez l'humain. Cette maladie cause un handicap constant au niveau des membres, et conduit à des morts prématurées chez ces chevaux.
La prévalence de l'iséorythrolyse néonatale a également fait l'objet d'analyses, en 2006, de même que la dermite estivale récidivante. Douze Shire importés vers le Nigeria en 1974 sont morts de la peste équine en l'espace de deux mois, laissant supposer une mauvaise adaptation de cette race au climat du Nigeria, en plus des effets du virus.

### Allures
Les mouvements du Shire sont classiques, relativement légers au regard de sa taille et de sa masse. Ses allures volontaires sont souples et peuvent être relevées.
La race a fait l'objet d'une étude visant à déterminer la présence de la mutation du gène DMRT3 à l'origine des allures supplémentaires : l'étude de 19 sujets n'a pas permis de détecter la présence de cette mutation chez le Shire. Il n'existe pas de mentions de chevaux ambleurs parmi la race.

### Sélection

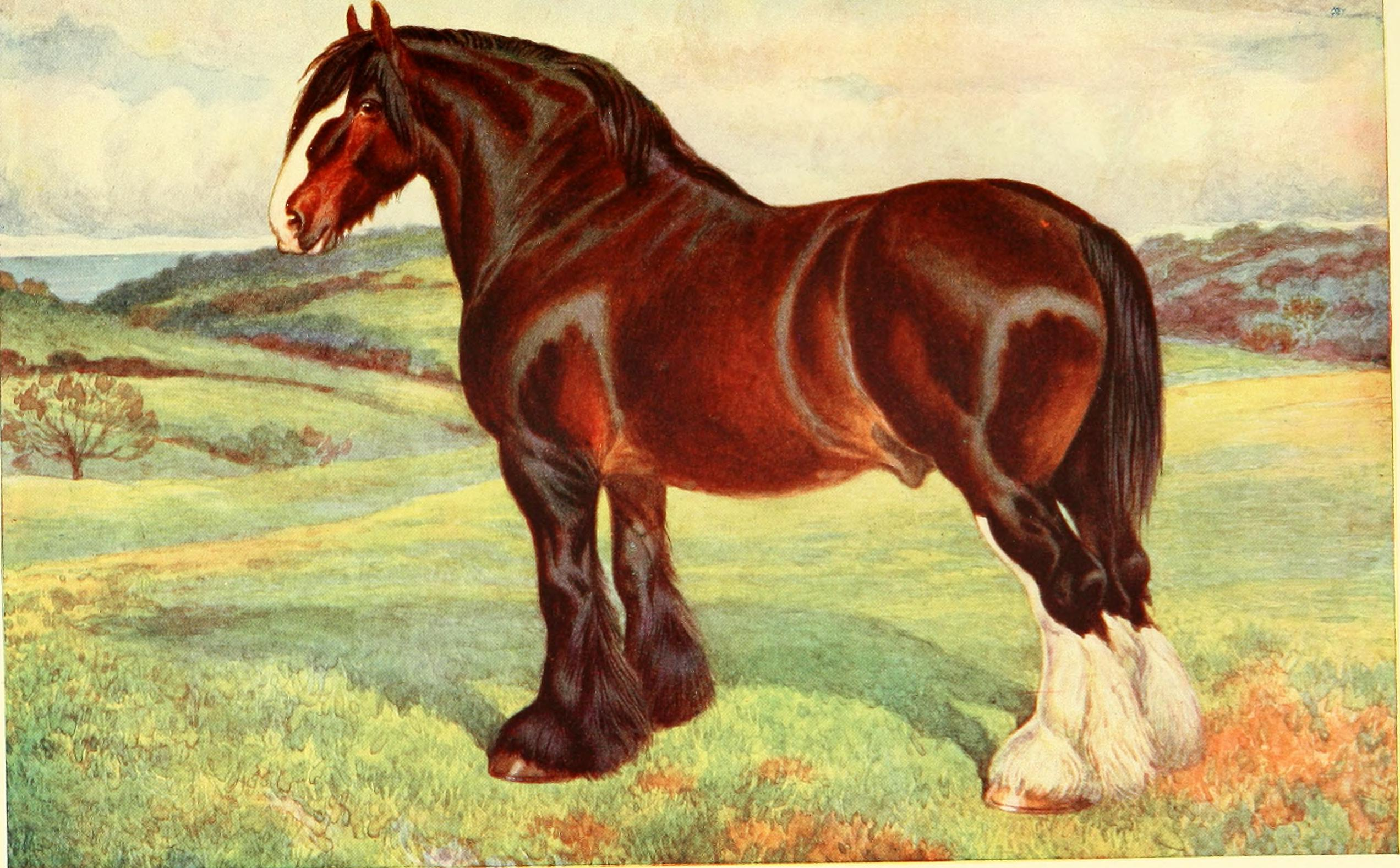
L'étalon Harold, qui figure dans le pedigree de presque tous les Shire actuels.

La Shire Horse Society gère le registre généalogique de la race et assure la promotion du Shire,. L'association est située à Peterborough, dans le Northamptonshire,. En 2003, elle compte environ 2 500 membres. Le Shire s'étant exporté vers d'autres pays, plusieurs sociétés d'élevage sont actives en Europe, aux États-Unis, au Canada et en Australie. La société d'élevage américaine recense les données de 85 671 chevaux en 2013.
L'étalon Harold, vainqueur d'une dizaine de championnats, figure dans le pedigree de presque tous les Shire actuels. La population américaine du Shire est pour sa part majoritairement descendante de l'étalon Champion's Clansman.
La population américaine du Shire descend de 832 fondateurs, et a un coefﬁcient moyen de consanguinité de 2,4 % pour l’ensemble de la généalogie. La race a subi un goulet d’étranglement génétique durant les années 1950, seulement trois étalons fondateurs étant responsables de 95,6 % des lignées paternelles de la génération de 2013. Cela a entraîné une augmentation très notable de la consanguinité.

## Utilisations
Race sélectionnée pour la traction lourde de véhicules et de matériaux agricoles de toute sortes, mais n'ayant plus de vocation agricole majeure, avec la chute massive de ses effectifs, le Shire a été réorienté pour devenir un cheval de loisir ou de travail,, et éventuellement d'attraction foraine. Aux États-Unis, les concours de show avec cette race sont prisés. En spectacle, le Shire, plus grand cheval du monde, permet de créer un contraste avec des chevaux miniatures de type Falabella ou avec le poney Shetland.

### Traction et attelage
Le Shire permettait autrefois de tracter de lourdes charrettes à foin ou à charbon, de transporter des chargements de matériaux de construction ou de gravats, et de tirer les péniches (halage),. Des Shire sont encore utilisés pour le travail dans les fermes, notamment pour perpétuer les traditions anciennes. Au début des années 2000, un léger regain d’intérêt pour l'usage de ce cheval au labour s'observe dans le cadre de pratiques agricoles alternatives. Des épreuves et concours de labour sont organisés à titre de spectacle, comme à Wembley où le Shire se distingue régulièrement,.

Attelages de Shire
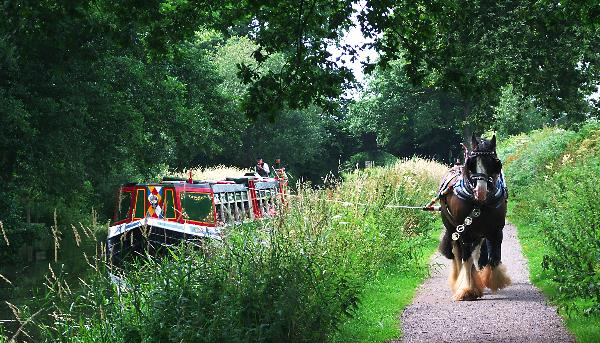
Shire au halage de péniche.
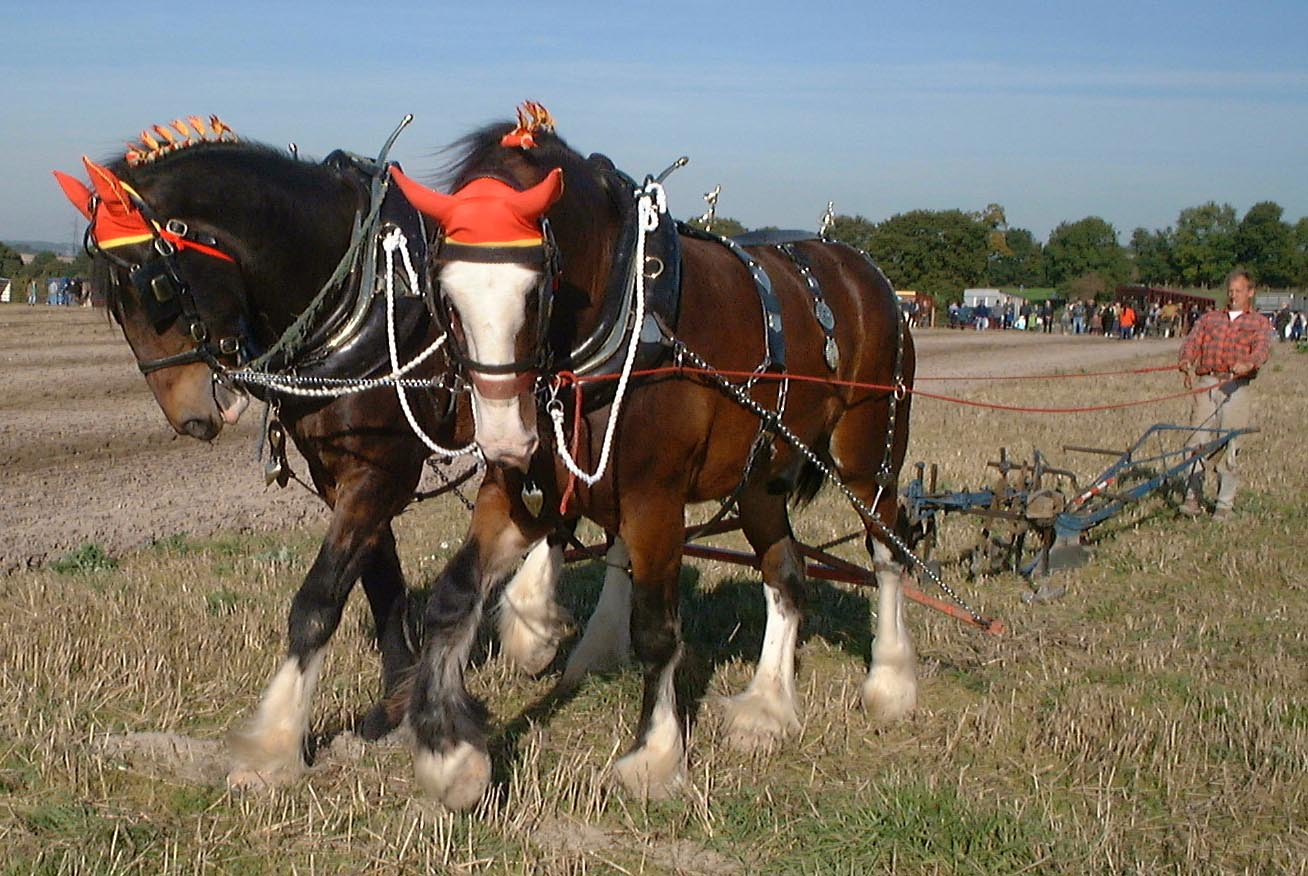
Paire de Shire au travail de labour.
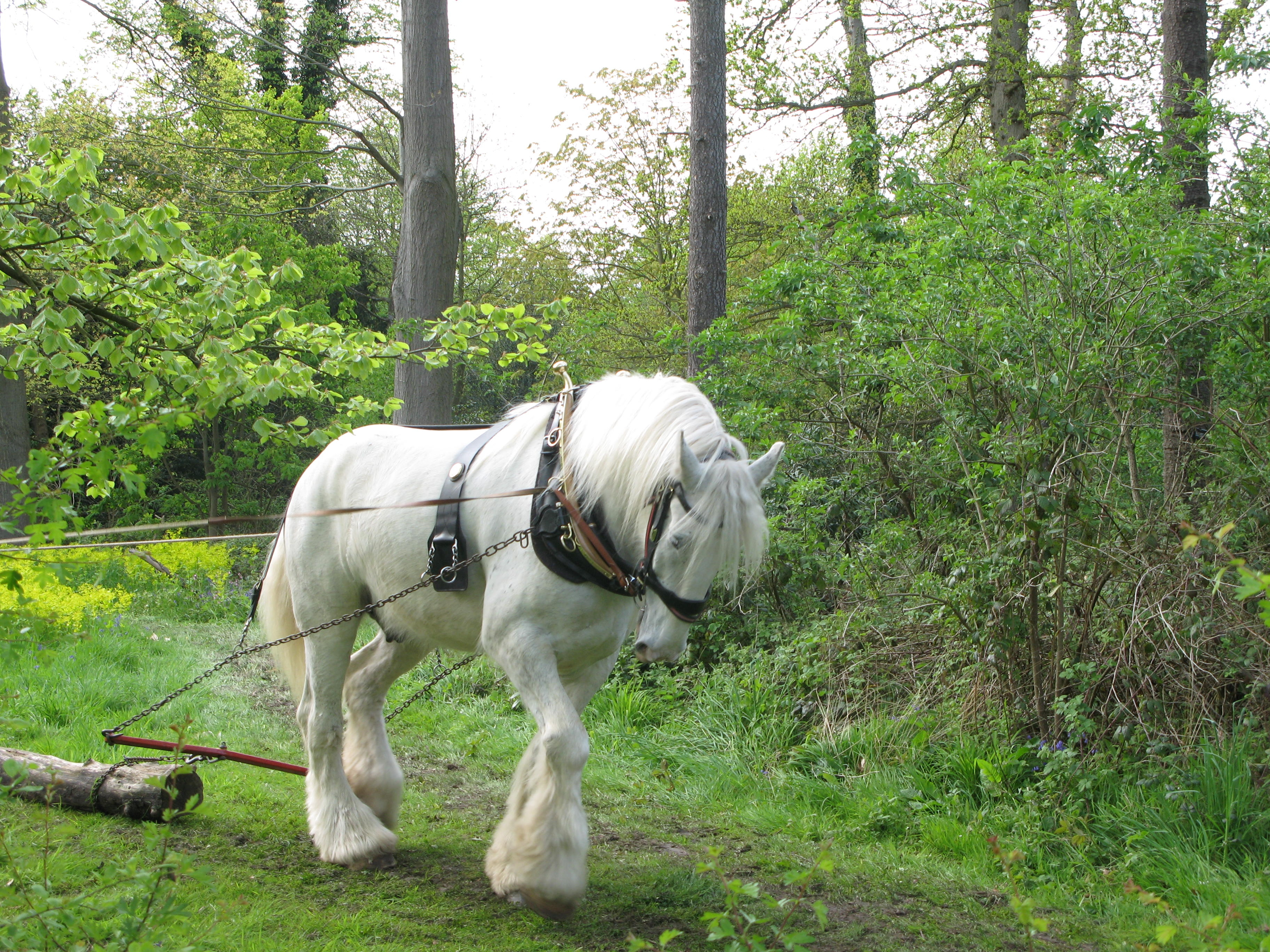
Shire gris attelé au débardage.
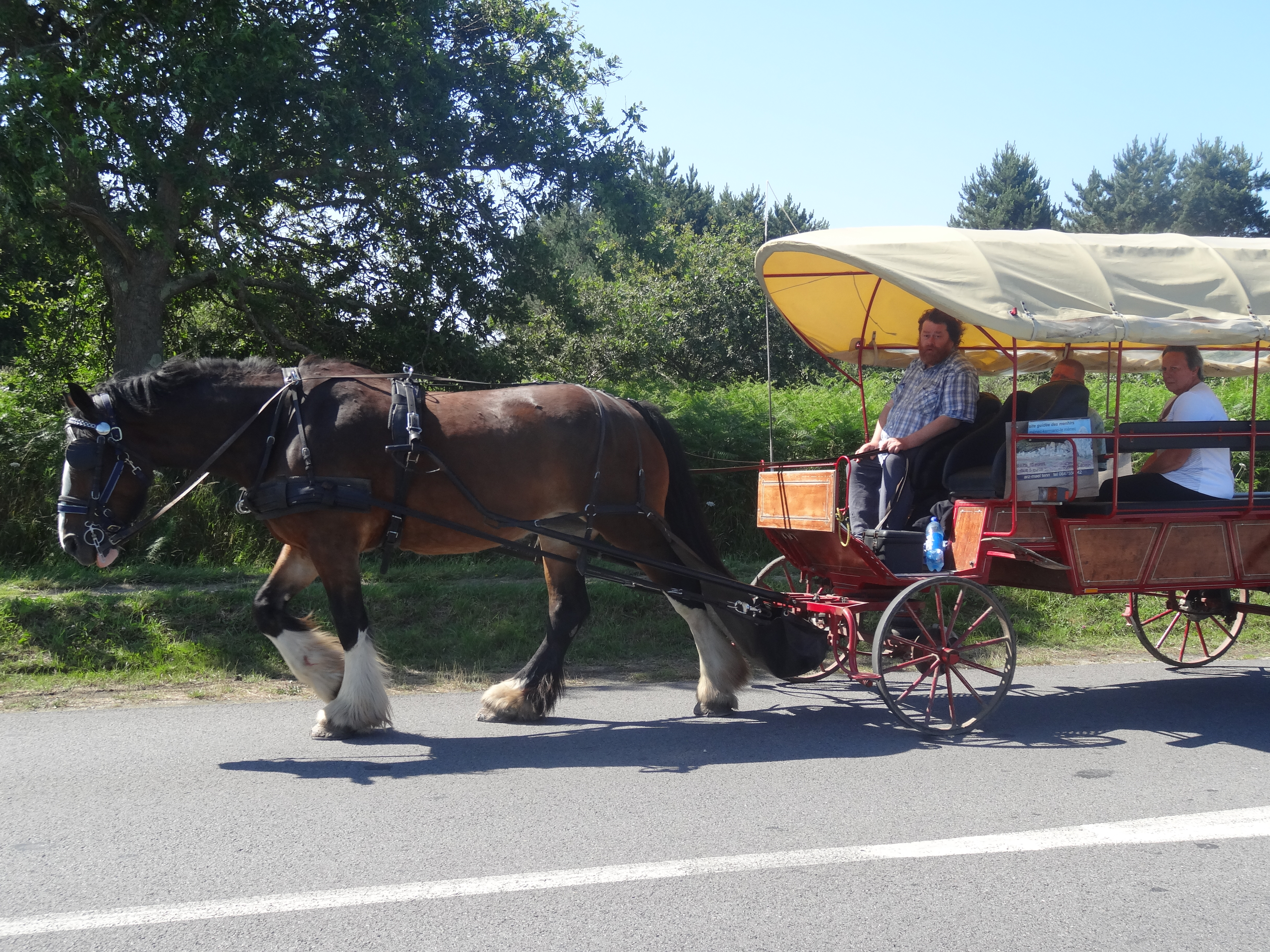
Shire tractant une charrette de touristes près de Carnac.

Il tire également des calèches de mariage. Un Shire gris nommé Heath a participé à la traction du cortège funéraire de la reine d'Angleterre Élisabeth II. En 2024, le Scottish and Southern Electricity Networks fait appel à trois Shire nommés Eli, Luke et Ben, pour des travaux de débardage. Des Shire sont également visibles en 2023 pour l'entretien d'espaces verts londoniens, ou encore en 2021 pour des travaux agricoles au campus King's College de l'Université de Cambridge.
Les concours d'attelage américain autorisent en classe unicorn (trois chevaux) des attelages composés de Shire et de Clydesdale.

#### Puissance de traction
Le Shire est typiquement un cheval de trait : il est capable de déplacer seul une charge de cinq tonnes. Le 23 avril 1924, un hongre Shire nommé Vulcan, propriété de la Liverpool Corporation, est parvenu à déployer une puissance de traction de 29 tonnes (mesurée avec un dynamomètre) à l'exposition britannique de Wembley, ; la même année, une paire de Shire anglais aurait tracté 55 tonnes selon Edwards, d'autres auteurs indiquant une traction de chariot de 18,5 tonnes sur des pavés glissants,.

#### Attelages de brasserie
C'est principalement l'usage traditionnel à l'attelage de brasserie qui a préservé le Shire de la disparition,,. Il est recherché comme cheval d'attelage et d'apparat en particulier par des brasseries de bière anglaises, qui, dans un souci d'esthétisme, l'utilisent afin de faire leur publicité,,,. En effet, avec son élégance et sa puissance, ce cheval attire immanquablement le regard des passants, en mettant en valeur les pancartes sur l'attelage qu'il tracte. Les chevaux les plus grands sont souvent les plus appréciés. Ainsi, ces attelages de brasserie continuent d'arpenter les rues de villes d'Angleterre et d'Australie.

Attelages de brasserie avec des Shire
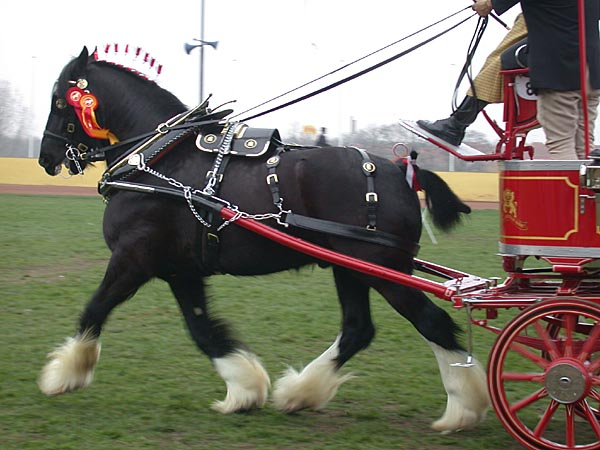
Shire de la brasserie Thwaites au National Shire Horse Show de Peterborough en 2005.
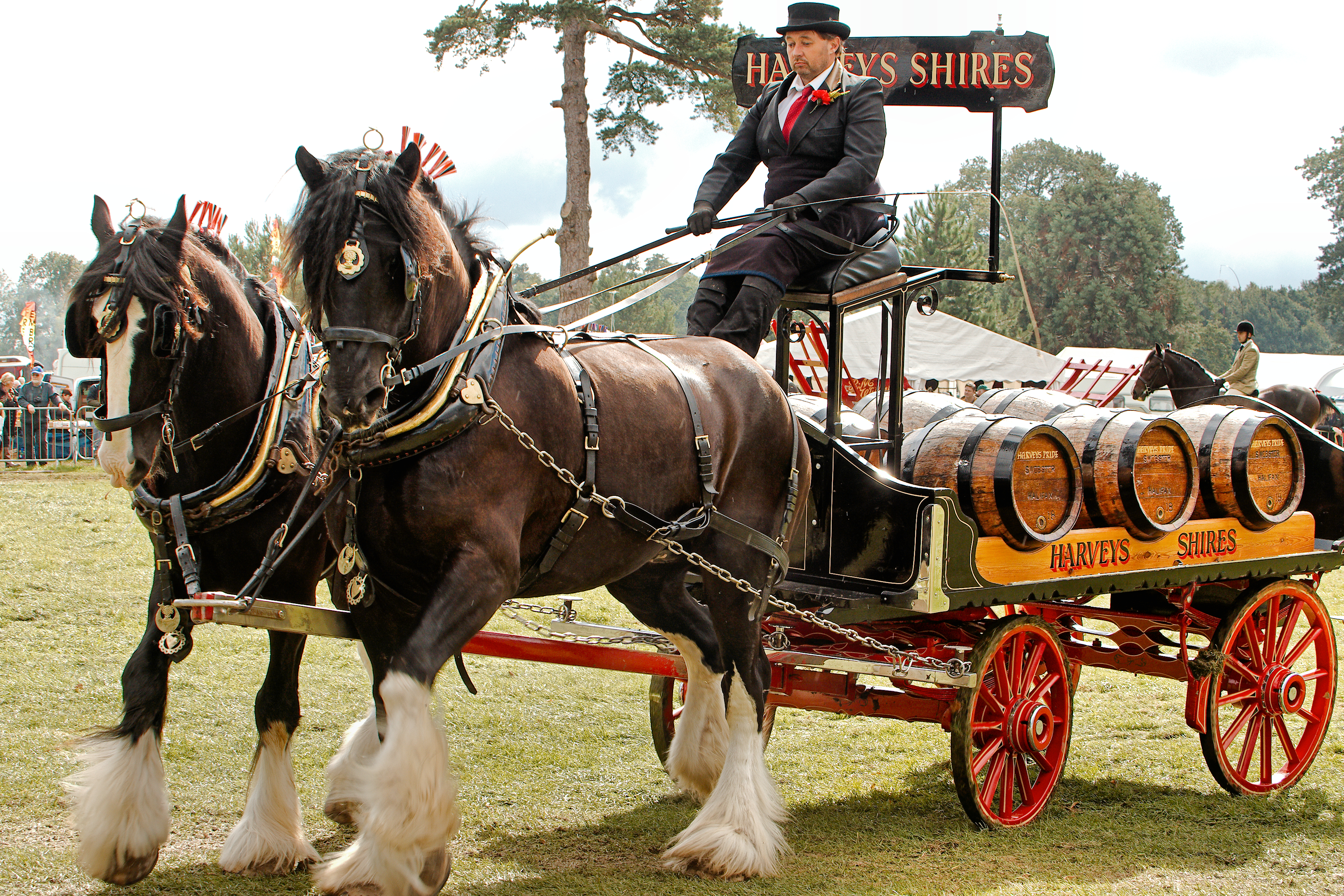
Paire de Shire de la brasserie Harveys au Bedfordshire Steam & Country Fayre de 2017.
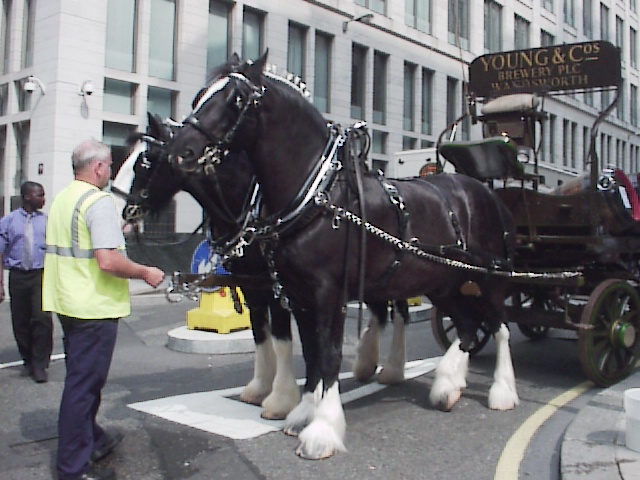
Paire de Shire de la brasserie Youngs et co.
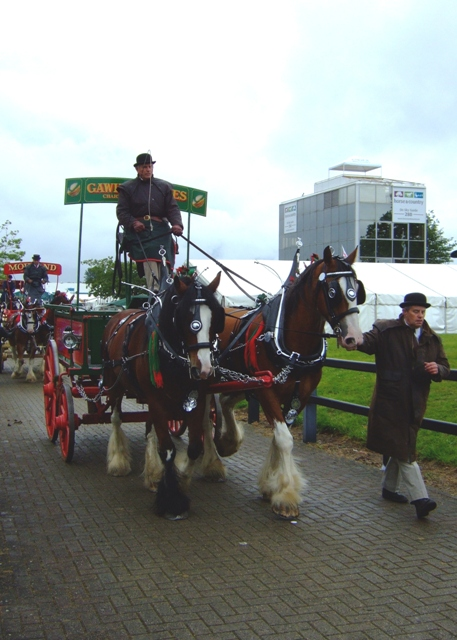
Attelage de brasseurs au show annuel de la Royal Agricultural Society of England de 2008.
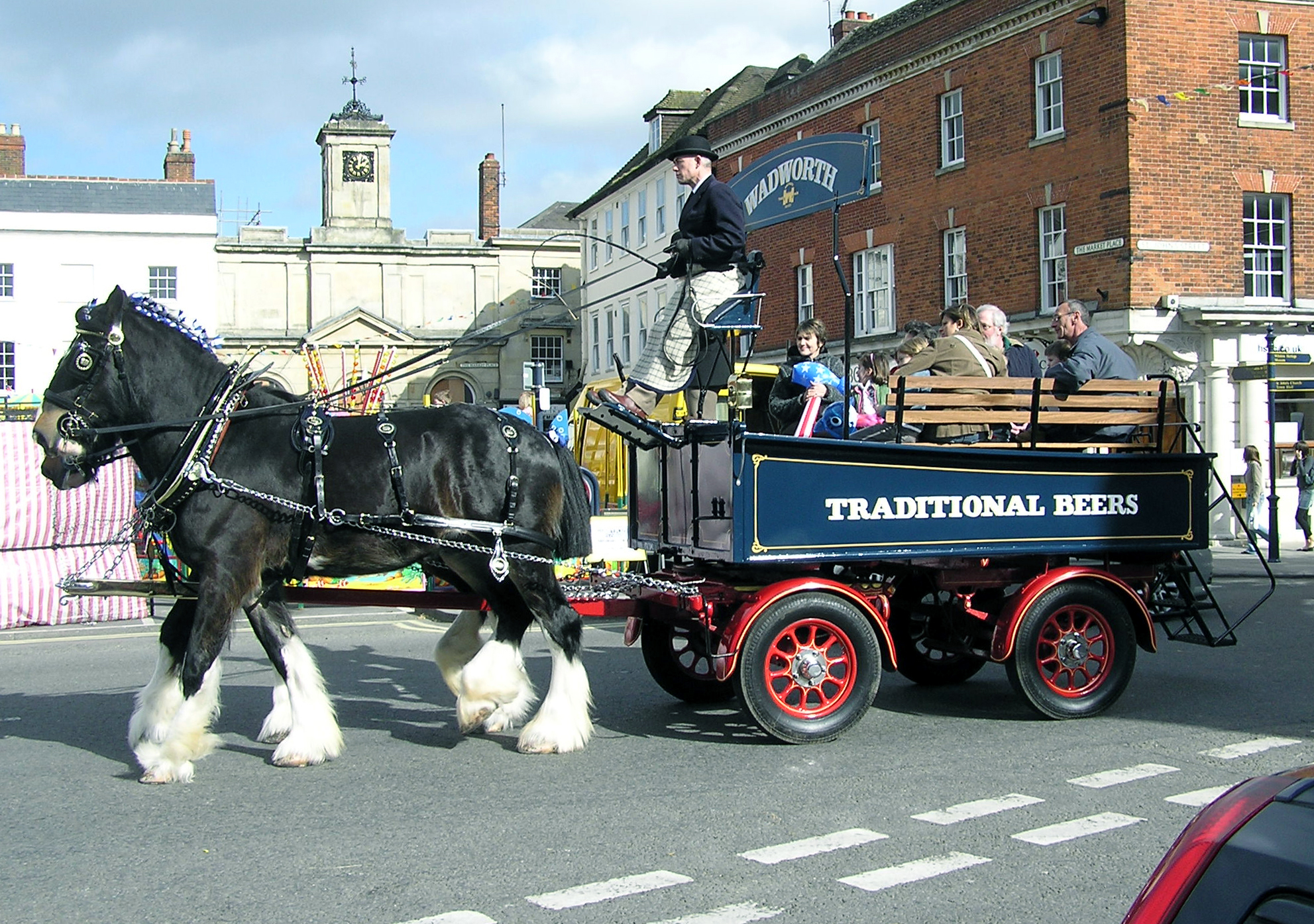
Paire de Shire de la brasserie Wadworth.

Deux brasseries londoniennes, Whitbread & Co. Ltd et Young Co's Brewery Ltd, possèdent une vingtaine de Shire de robes noire et grise chacune. La brasserie Courage Ltd a aussi plusieurs attelages de Shire de robe baie. La brasserie Tetley de Leeds fait appel à cette race de chevaux, de même que la brasserie Wadworth (en), qui a déplacé ses deux Shire très connus de la population, Sam et Georges, vers un village voisin du canal Kennet et Avon à des fins touristiques en 2024, mettant fin à presque 125 ans d'utilisation de cette race pour la traction d'attelages de la brasserie,.
La brasserie suissee Eichhof, à Lucerne, est la seule sur le continent européen à entretenir un attelage de Shire.

### Selle

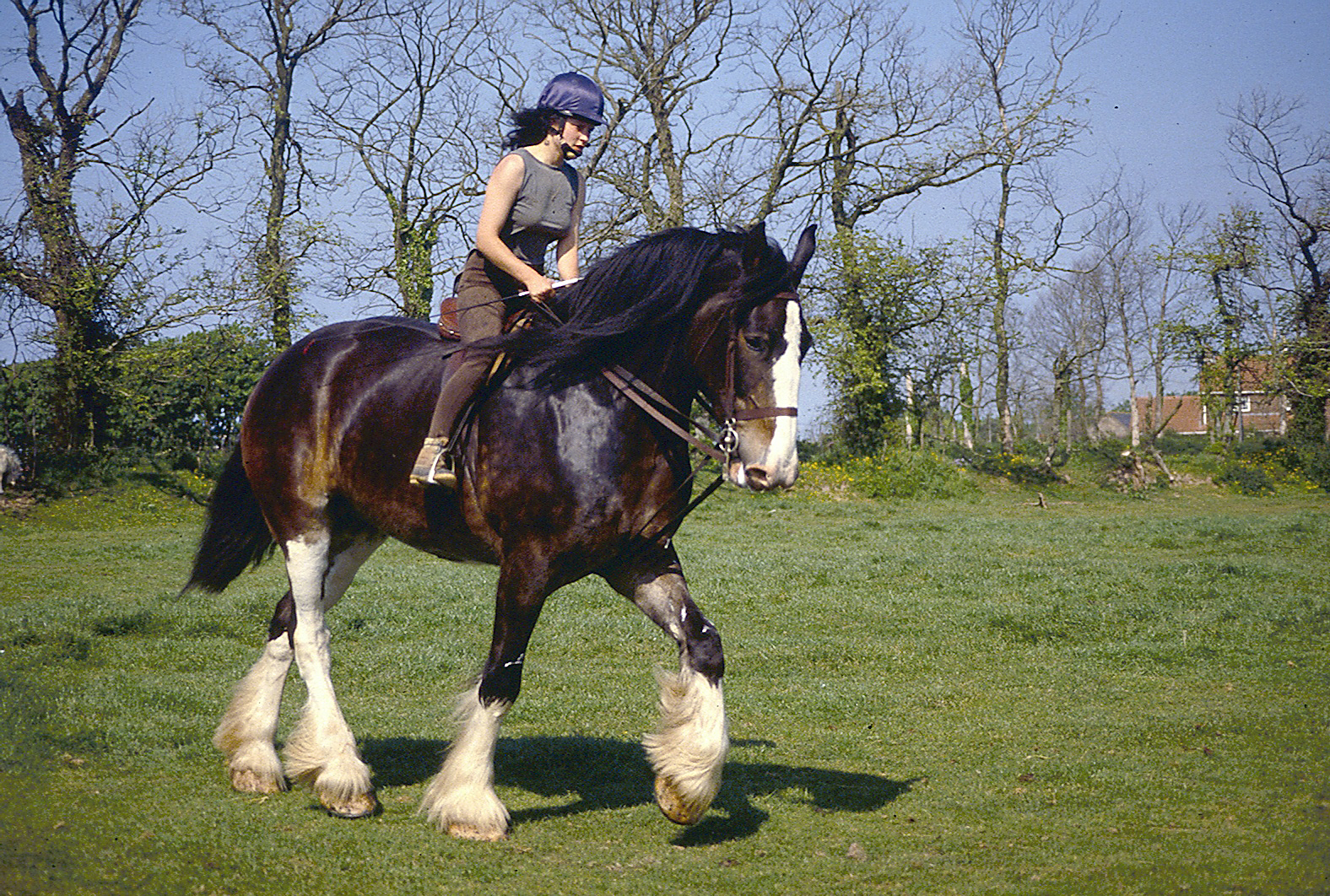
Shire monté par une jeune fille.

Les Shire peuvent également être montés, et ce quels que soient la taille et le niveau de la personne, leur bon tempérament le permettant. En Angleterre, il existe des épreuves de concours montées, réservées aux chevaux Shire et croisés Shire ; le même type de concours existe aux États-Unis.
En 2024, Westfield Calendar Girl, une jument pure Shire, devient la première jument de cette race a remporter les trois types de compétitions réservées aux chevaux de trait pour le Horse of the Year Show. Début 2025, une jument pure Shire de huit ans nommée Thames Oak Glamour Girl se hisse au niveau national des compétitions de dressage du Royaume-Uni. Diana Adam, une habitante de Marolles-en-Brie, a dressé un hongre Shire nommé Oaky à partir de 2002 sous la selle pour le cinéma et le spectacle ; ce cheval a participé à une série télévisée en Allemagne, des fêtes historiques et un spectacle à Versailles.
Ce cheval peut aussi être monté en tête de cortèges de fanfares militaires. Enfin, les Horse Guards ont compté au moins un Shire parmi le service de protection de la reine Élisabeth II.

### Croisements
Le Shire est croisé avec des chevaux Pur-sang pour donner naissance à des chevaux de selle pour le saut d'obstacles ou le hunter aux États-Unis, et pour la chasse à courre en Angleterre. Ainsi, un demi-Shire gris nommé Granby, mesurant 1,83 m, s'est illustré en épreuve de puissance sur les terrains de saut d'obstacles anglais en 2022 : sa mère Fiona était une jument Shire utilisée pour des livraisons de lait.

Races de chevaux influencées par le Shire
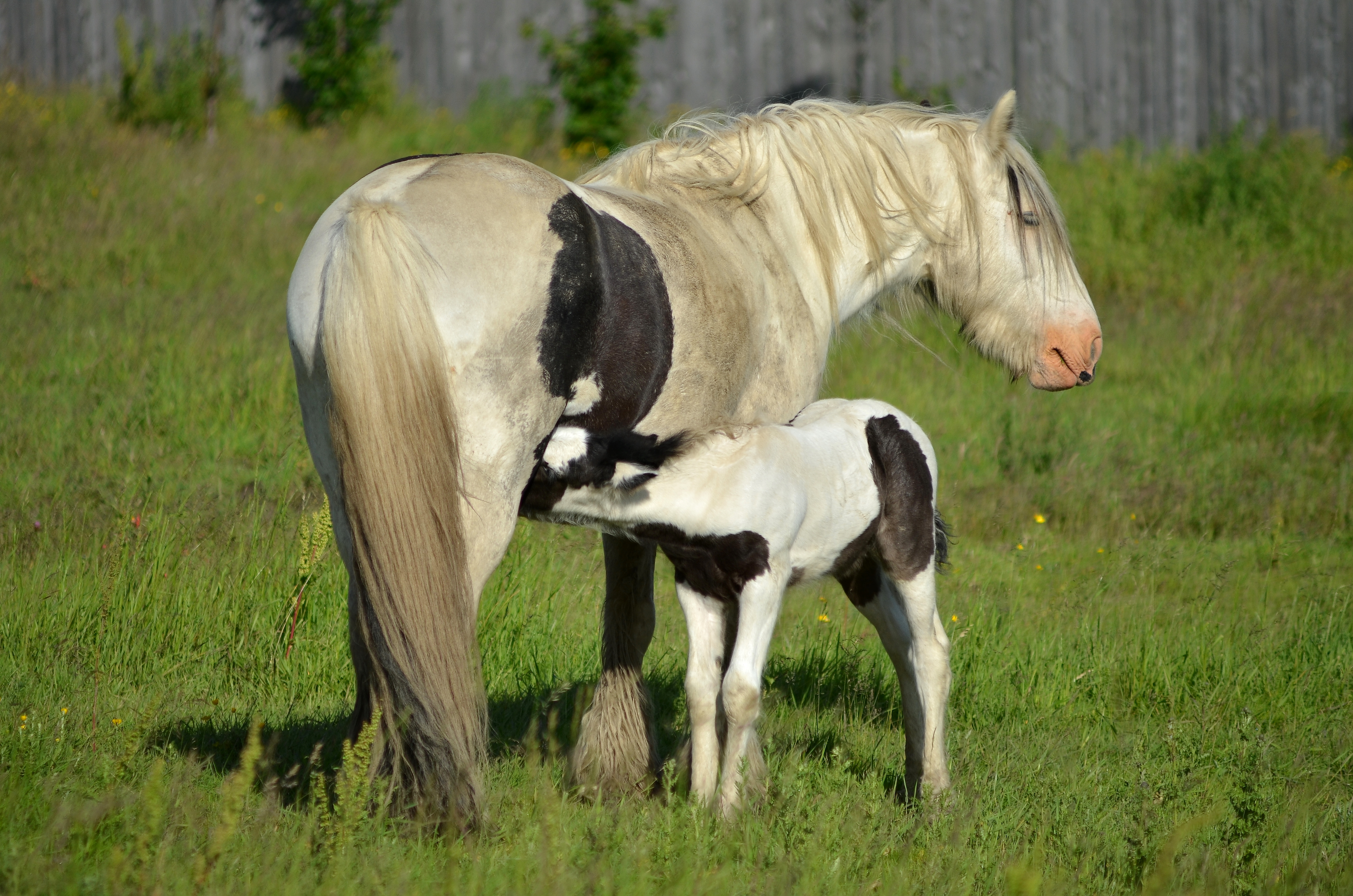
Cob Gypsy.
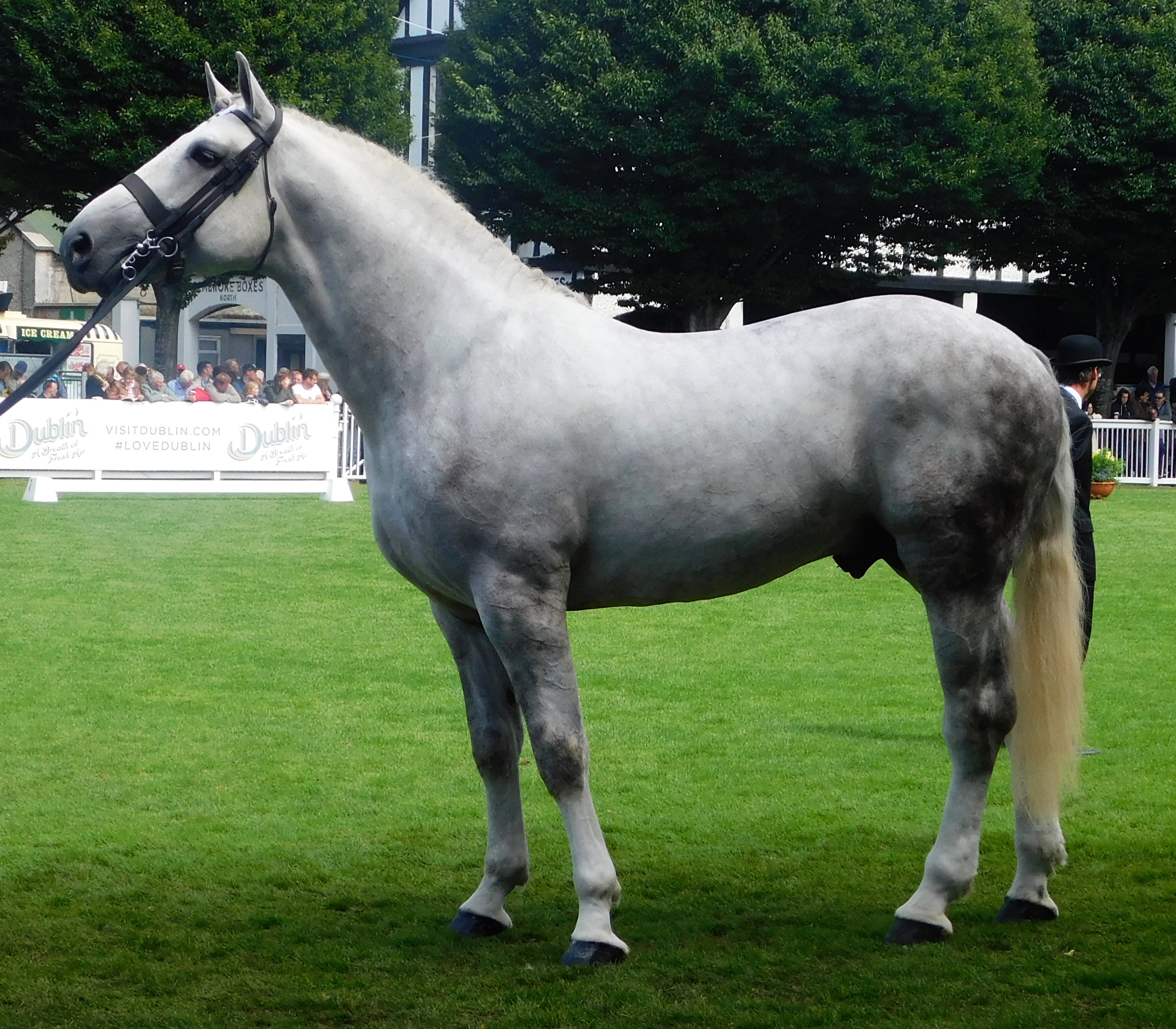
Trait irlandais.
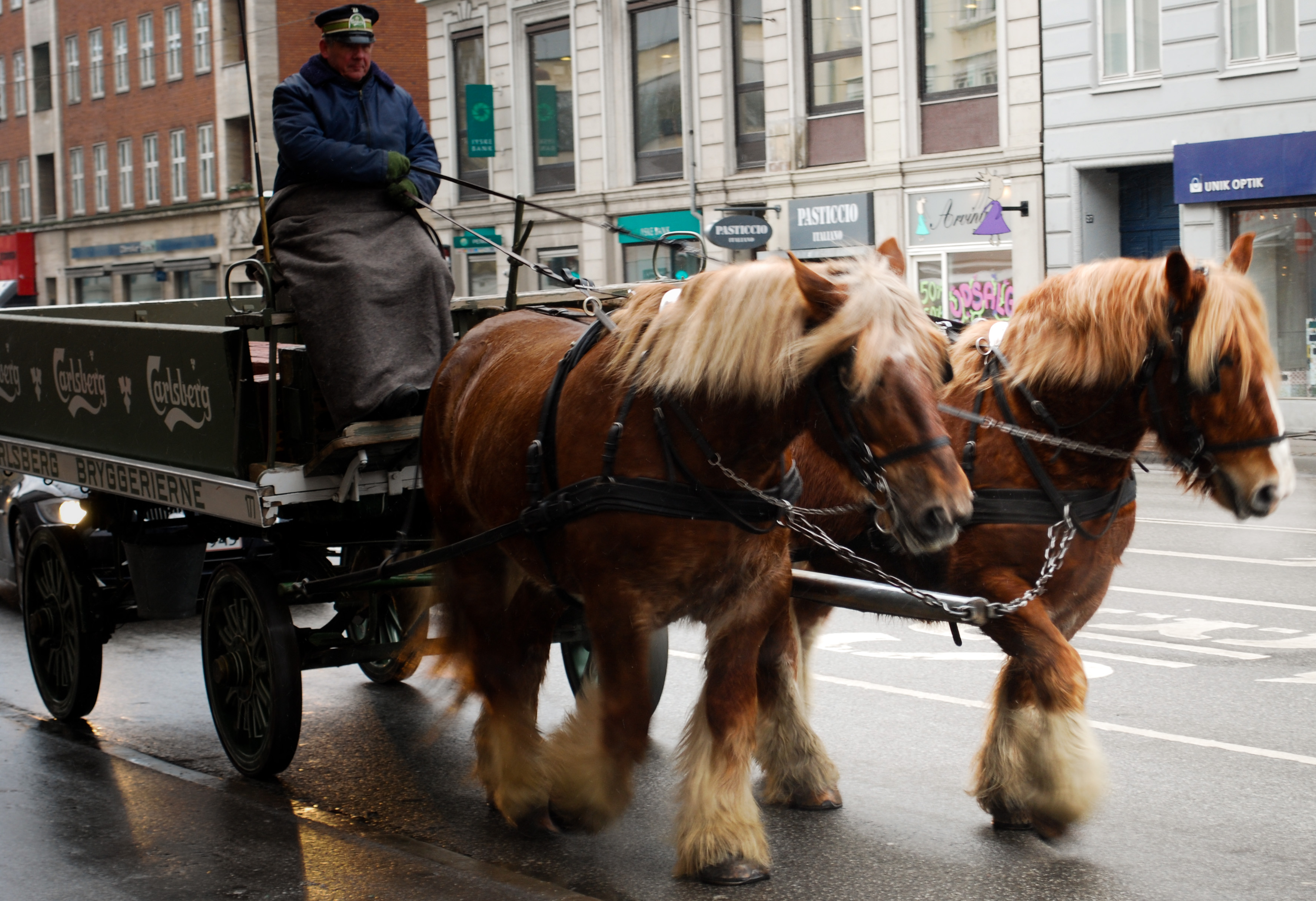
Jutland.
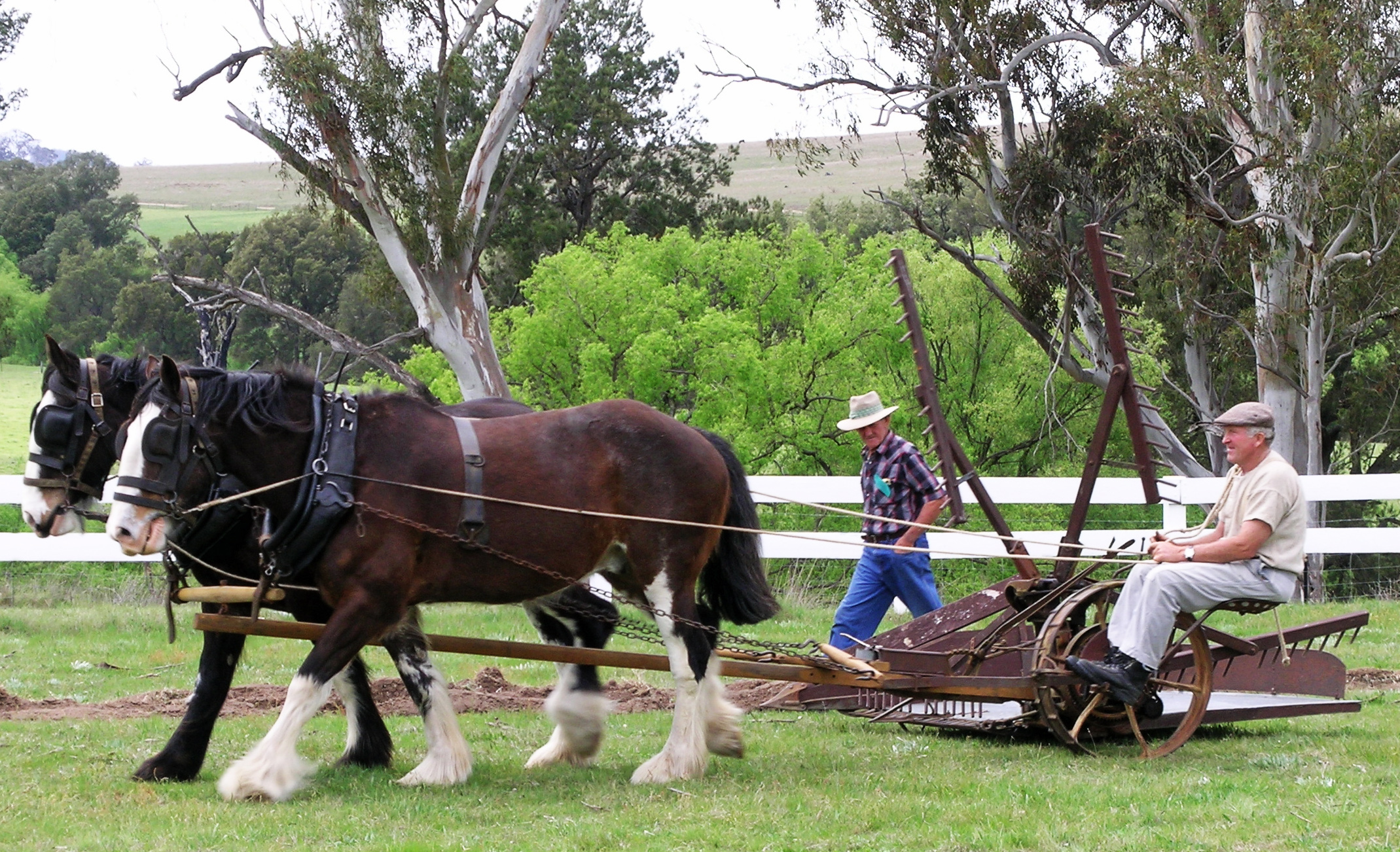
Trait australien.

En croisement avec le Clydesdale, le Shire est à l'origine du Trait canadien, aussi nommé Saint Laurence, un cheval de traction disparu durant les années 1700,. Il a aussi influencé le Cob Gypsy,, le trait irlandais, quelque peu le Trait belge au XIXe siècle, le Jutland, le trait de Rhénanie, le trait lituanien, le Vladimir,, le Trait australien et le Trait crème américain. Il peut entrer en croisement constitutif du Trait pie américain et du Drum Horse.
Enfin, des juments Shire ont pu être croisées à des ânes de grande taille pour donner des mules de trait.

## Diffusion de l’élevage
Le Shire est classé parmi les races de chevaux indigènes d'Angleterre, l'ouvrage Equine Science (4e édition de 2012) le plaçant parmi les races de chevaux connues au niveau international, tandis que l'ouvrage de Hendricks le signale comme une race rare. En plus de son pays d'origine, il est élevé aux Pays-Bas, aux États-Unis, au Canada, en Australie, en Allemagne, en France, et en Argentine.

### Au Royaume-Uni

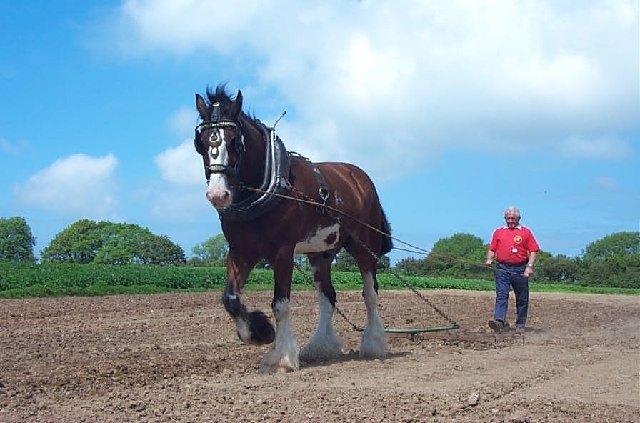
Shire au travail de labour dans la Dyfed Shire Horse Farm du Pembrokeshire.

Le Shire est historiquement le cheval de trait le plus commun et le plus populaire des îles britanniques. Il y est élevé partout, cela représentant parfois une activité de loisir. Le nombre de Shire au Royaume-Uni est estimé à près de 3 000 sujets (chiffres 2003 et 2012), dont 1 500 reproductrices potentielles. La base de données DAD-IS indique seulement 205 sujets de pure race inscrits au registre généalogique en 2021 avec tendance à la décroissance, ce qui le place localement parmi les races en danger critique d'extinction.
Chaque année, la Shire Horse Society organise un rassemblement annuel à Peterborough où plus de 350 chevaux attelés sont présentés. La London Cart Horse Parade, qui rassemble 90 % de Shire, est organisée chaque lundi de Pentecôte dans Regent's Park, permettant au grand public d'admirer des attelages de brasseries.
Il existe aussi une course traditionnelle de Shire et de Clydesdale, organisée pour la première fois en 2013 où elle a été remportée par un cheval nommé Joey ; cet évènement familial attire un public nombreux.

### Aux États-Unis

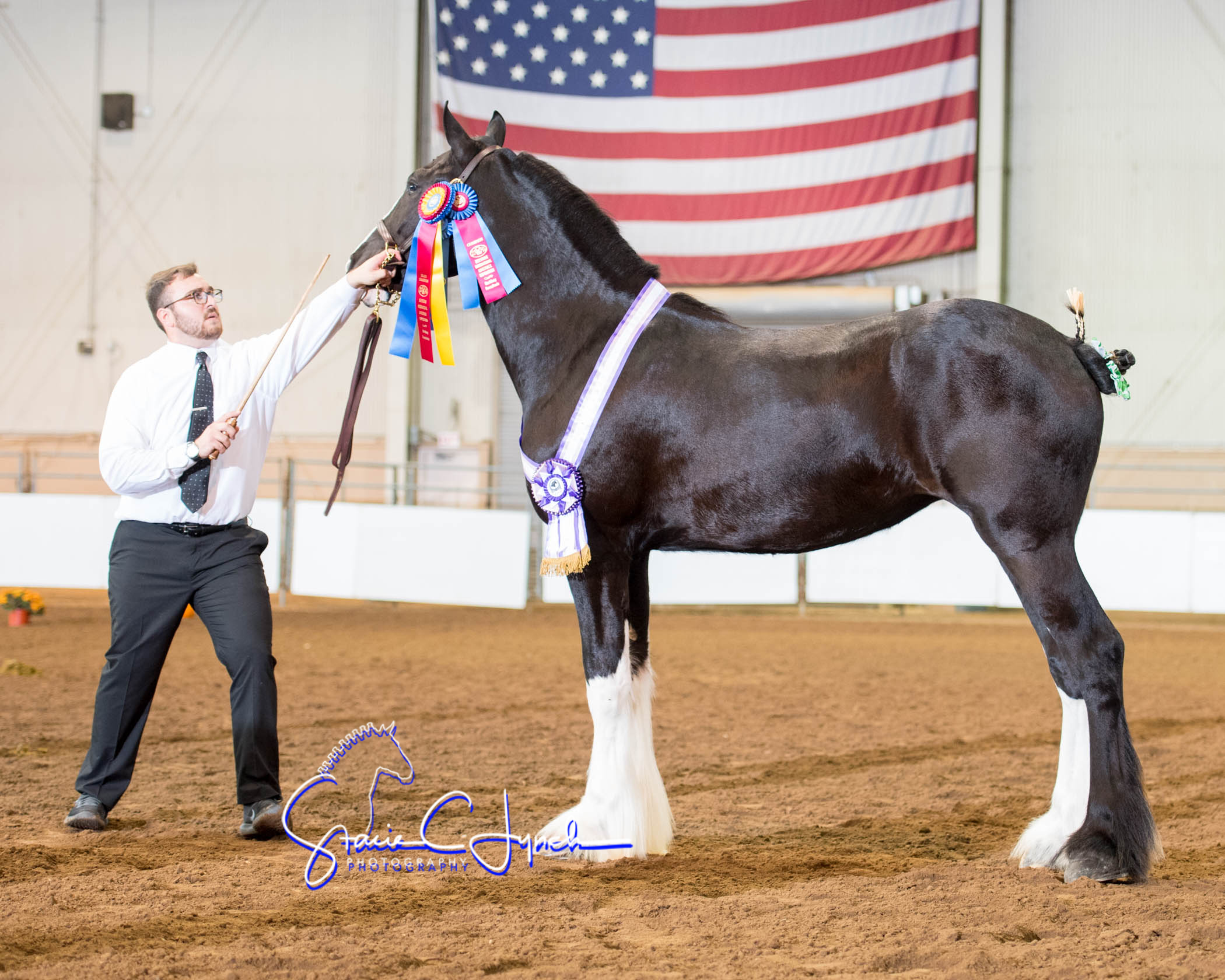
Poulain Shire primé à la Keystone International Livestock Exposition de 2018.

Les premiers sujets ont été importés aux États-Unis au milieu des années 1800,. L′American Shire Horse Association (ASHA) est fondée en 1885, à une époque d'importations massives,. Le Shire devient prisé des colons américains, qui apprécient sa taille, sa force et son tempérament. Entre 1900 et 1918, près de 4 000 Shire sont importés. La race jouit alors d'une excellente réputation, mais avec l'arrivée du tracteur motorisé, le nombre de sujets a très fortement décliné. Le pays comptant moins de 50 Shire en 1955, le registre américain de la race devient inactif jusqu'en 1961.
C'est au milieu des années 1960 que quelques éleveurs relancent l'ASHA en dormance en mettant le stud-book à jour et en mutualisant leurs efforts pour recréer un groupe de Shire viables. En 1968, un étalon est importé de l'Angleterre vers l'Idaho : c'est la première importation depuis la Seconde Guerre mondiale. L'effectif de la race se redresse, le Shire re-devenant populaire parmi les chevaux de trait,. Cependant, le faible effectif restant pousse à rouvrir le stud-book aux juments de trait sans papiers de type Shire ; les descendants de demi-Shire sont ensuite réincorporés à la race. L'ASHA referme le stud-book à la fin des années 1980. Les effectifs sont remontés continuellement entre les années 1970 et 2000, avec un maximum de 175 naissances en 2004.
On dénombre en 2012 près de 1 000 Shires aux États-Unis et entre 175 et 200 nouveaux chevaux enregistrés chaque année. Leur présence est particulièrement notable dans l'ouest du pays ainsi que dans le Midwest. Cependant, les effectifs locaux en 2013 placent la race en danger critique d'extinction, avec moins de 200 naissances annuelles et seulement six lignées paternelles.

### Au Canada

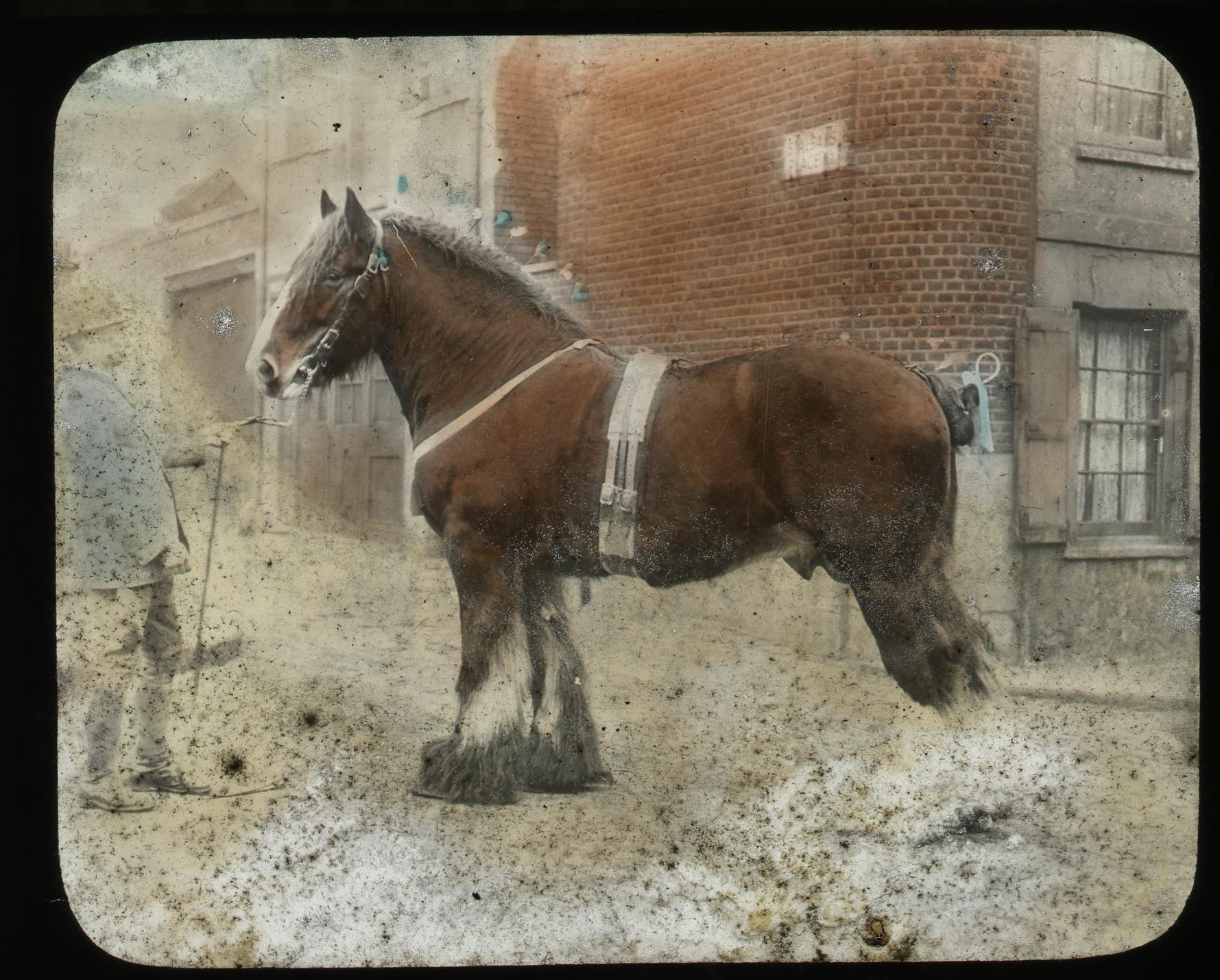
Étalon Shire en Ontario dans les années 1920.

Au Canada, la Canadian Shire Horse Association (CSHA) est créée en 1888. Elle cesse d'opérer en 1941, les effectifs de la race étant alors proche de zéro. Elle est reformée en 1989 avec le regain d'intérêt pour le Shire. En 2012, près de 140 sujets sont présents sur le territoire canadien, entre 20 et 30 nouvelles inscriptions étant enregistrées chaque année.

### En Australie
Un Anglais nommé Graham West crée la Shire Horse Society of Australia (SHSA) en 1978 ; la société devient officiellement enregistrée dans ce pays en 2004, en conséquence de l'accroissement des Shire australiens. Une autre société d'éleveurs de Shire australienne, Shire Horse Breeders Australia (SHBA), a été créée la même année.
En 2022, l'Australie compte entre 170 et 350 chevaux de cette race sur son territoire.

### En France
L'association nationale française historique de la race Shire, reconnue par celle du Royaume-Uni, porte le nom de Shire Horse France,. Elle a pour objectif de fédérer l'élevage dans le pays, ses membres étant aussi bien des éleveurs, des propriétaires ou encore des passionnés. Une seconde association, Colossal Shire France, était active en 2012 et a notamment organisé un rassemblement de Shire à l'hippodrome de Châteaubriant.
En 2002, une soixantaine de sujets sont recensés sur le territoire français. Le Shire est élevé dans l'ensemble du pays, plus particulièrement dans le Sud-Ouest, le Nord, le Limousin et la région Rhône-Alpes.

### En Allemagne
Le Shire ne s'est jamais imposé en Allemagne malgré les efforts d'Heinrich Nathustus (1824-1890), ses fanons et son gros appétit étant considérés comme rédhibitoires. En 2022, DAD-IS recense la présence de 53 sujets de cette race dans toute l'Allemagne.

### Aux Pays-Bas
D'après son site web, la Netherlands Shire Horse Society (NSHS) est créée en 1993 par un passionné, Peter Markus, puis officialisée en 1997. D'après DAD-IS, le Shire est utilisé comme cheval de loisir et de sport aux Pays-Bas ; les effectifs locaux ne sont en revanche pas connus.

## Dans la culture

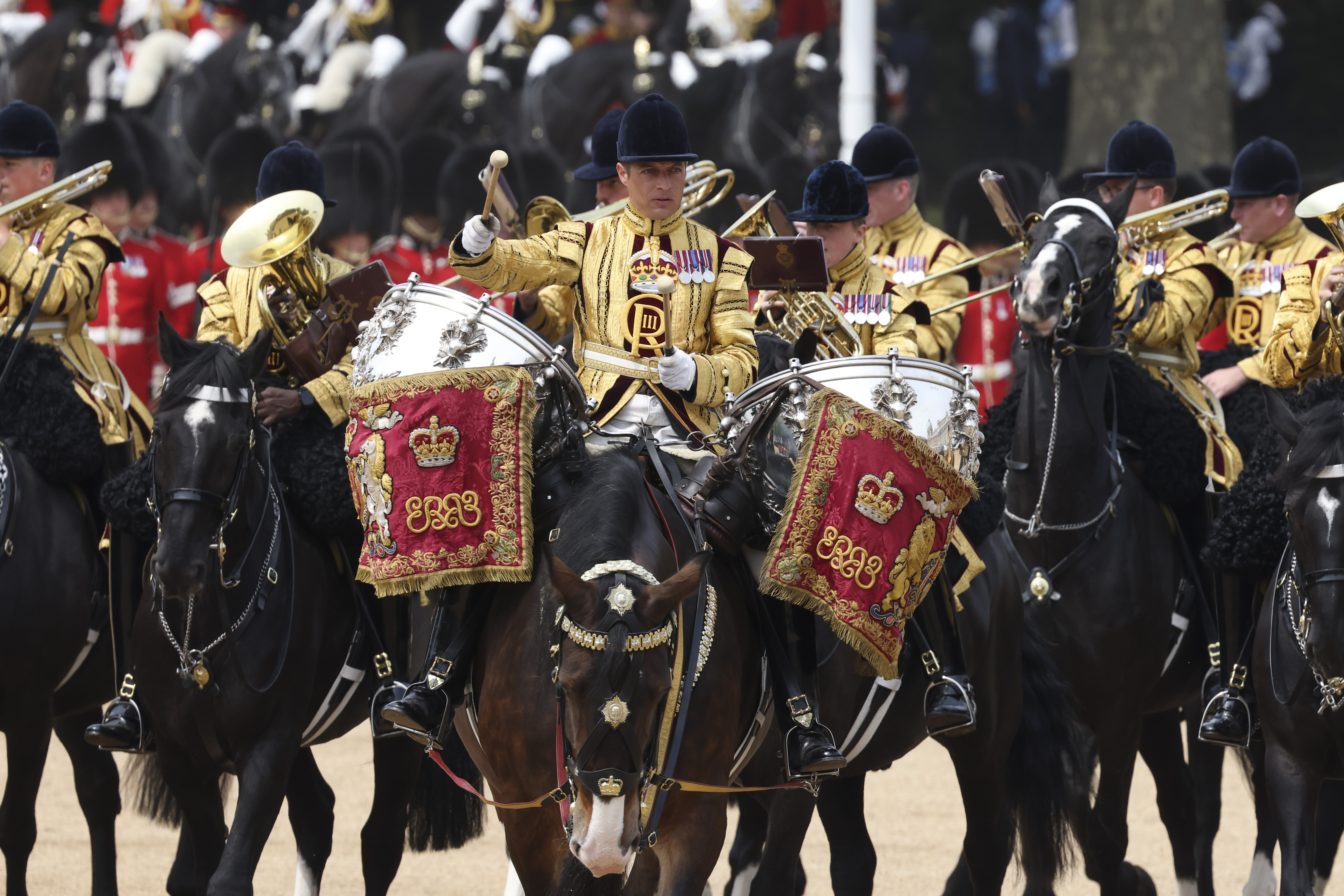
Major Juno (au centre) lors du Trooping the Colour de 2023.

Le Shire est l'une des races de chevaux anglaises les plus connues.
En 2018, une sculpture grandeur nature d'un Shire, faite de branches de saule, devient virale sur les réseaux sociaux.
En 2023, la reine Camilla a officiellement baptisé la jument Major Juno, une Shire originaire d'Eglwyswrw dans le Pembrokeshire, pour en faire la toute première jument porteuse de tambours lors d'un Trooping the Colour de la Household Cavalry depuis 1661. Après avoir participé à deux éditions des Trooping the Colour, cette jument a été immortalisée en sculpture en 2024 par la sculptrice Zoe Carmichael, ce qui est une première mondiale pour un cheval originaire du Pembrokeshire.